# دشت برم
جنگل دشت بَرم یا تفرجگاه میان‌کُتَل بزرگ‌ترین جنگل بلوط در ایران و خاورمیانه است که در بخش مرکزی شهرستان کازرون واقع شده و به‌عنوان بخشی از ذخیره‌گاه زیست‌کره ارژن و پریشان در فهرست میراث جهانی یونسکو به ثبت رسیده است. محدودهٔ امن میان‌کتل به‌عنوان بخشی از این جنگل، عمده‌ترین زیستگاه گوزن زرد ایرانی و سایر گونه‌های کمیاب جانوری است. کاروانسرای میان‌کتل، تنها کاروانسرای سنگی ایران، در این جنگل قرار گرفته است.

## موقعیت جغرافیایی

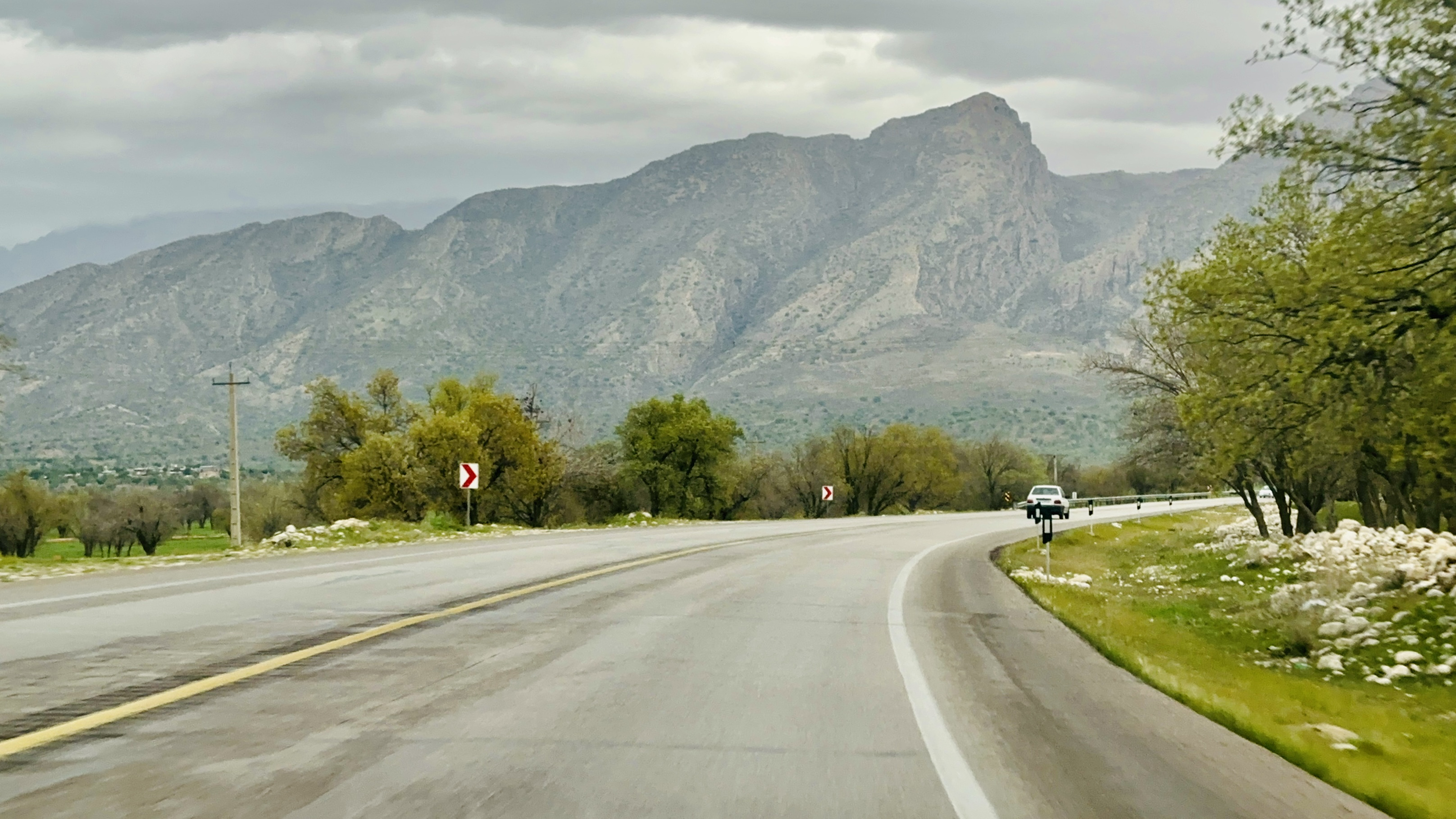
جادهٔ جدید کازرون به شیراز که از میان جنگل دشت برم عبور می‌کند.

جنگل دشت برم در دامنهٔ انتهایی‌ترین نقاط زاگرس در جنوب غربی ایران و در فاصلهٔ ۲۰ کیلومتری شرق شهر کازرون واقع شده است. حدود ۳۵ کیلومتر از جادهٔ کازرون به سمت دشت ارژن و شیراز از میان این جنگل عبور می‌کند که یکی از جاده‌های زیبای ایران به‌شمار می‌رود.

## وسعت و ارتفاع
مساحت جنگل دشت برم حدود ۲۶۰۰۰ هکتار است و از این نظر، بزرگ‌ترین جنگل بلوط در ایران و خاورمیانه به‌شمار می‌رود. ارتفاع این جنگل از سطح دریا در بخش‌های مختلف بین ۱۵۰۰ تا ۲۴۰۰ متر متغیر است.

## پوشش گیاهی
دشت برم دارای پوشش گیاهی قابل توجهی است و علاوه بر پوشش متراکم بلوط، گونه‌های جنگلی دیگری همچون بادام کوهی، کیالک، ارژن، زالزالک، کیکم، انجیر وحشی و تمشک را شامل می‌شود که نقش مهمی در تلطیف و اعتدال هوای مناطق جنوبی کشور داشته و به عنوان یک منطقهٔ حفاظت شده و ذخیره‌گاه زیست کره به شمار می‌رود.
وجود جنگل‌های انبوه از درختان بلوط به همراه گل‌های شقایق و نرگس در اواخر زمستان و فصل بهار و زمستان برفی در این منطقه آن را به تفرجگاهی محبوب تبدیل کرده است. بالا بودن تنوع زیستی در این جنگل موجب نمونه‌برداری‌های متعدد از گیاهان موجود در آن از سوی محققان داخلی و خارجی شده است.

## گونه‌های جانوری
محدودهٔ امن میان‌کتل به‌عنوان بخشی از جنگل دشت برم، بزرگ‌ترین زیستگاه گوزن زرد ایرانی است. در این محدوده گونه‌های جانوری کمیاب دیگری همچون آهو، قوچ، پلنگ، خرس، کبک، گراز، کل، بز، پازن، گرگ، کفتار، روباه قرمز، شغال، و سنجاب در این جنگل زندگی می‌کنند.
از پرندگان شکاری این منطقه می توان به عقاب، شاهین، قرقی، کرکس، جغد و شاه‌بوف اشاره کرد. همچنین فلامینگو، قرقاول و بلبل نیز با تراکم بسیار بالایی در این منطقه یافت می‌شود. این جنگل در گذشته زیستگاه جانورانی مانند شیر ایرانی (آسیایی) بوده است.

## کاروانسرای میان‌کتل
کاروانسرای میان‌کتل به‌عنوان تنها کاروانسرای سنگی در ایران در این جنگل قرار گرفته است. این کاروانسرا به دستور شاه عباس صفوی احداث شده و به همین دلیل، به کاروانسرای شاه‌عباسی نیز مشهور است. در حال حاضر عملیات تبدیل این کاروانسرا به بوتیک هتل در حال انجام است.

## سایت پروازی میان‌کتل
سایت پروازی میان‌کتل کازرون واقع در دشت برم، محل برگزاری تفریحات و مسابقات پاراگلایدر است.

## نگارخانه

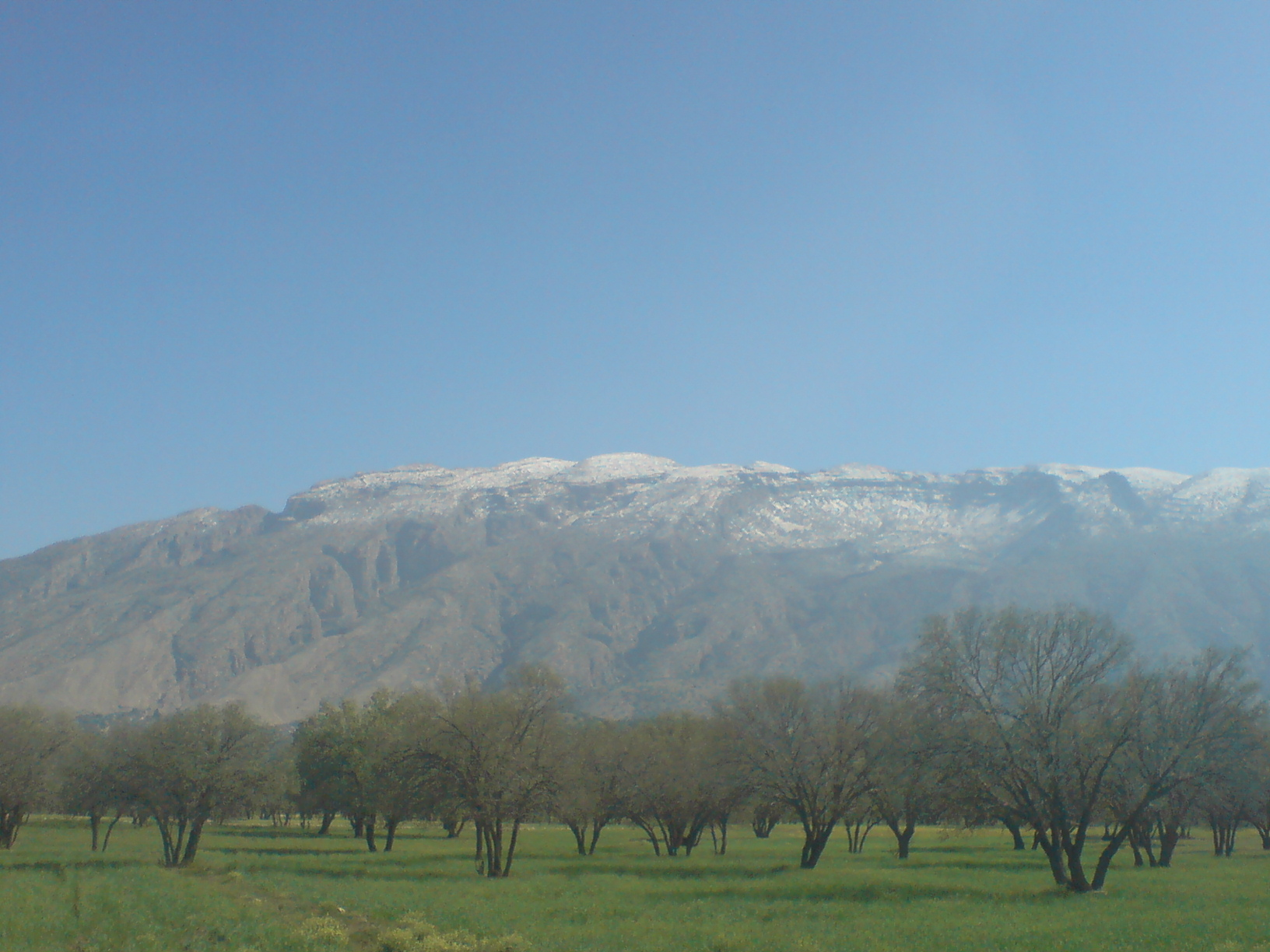
دشت برم در سال ۱۳۸۸
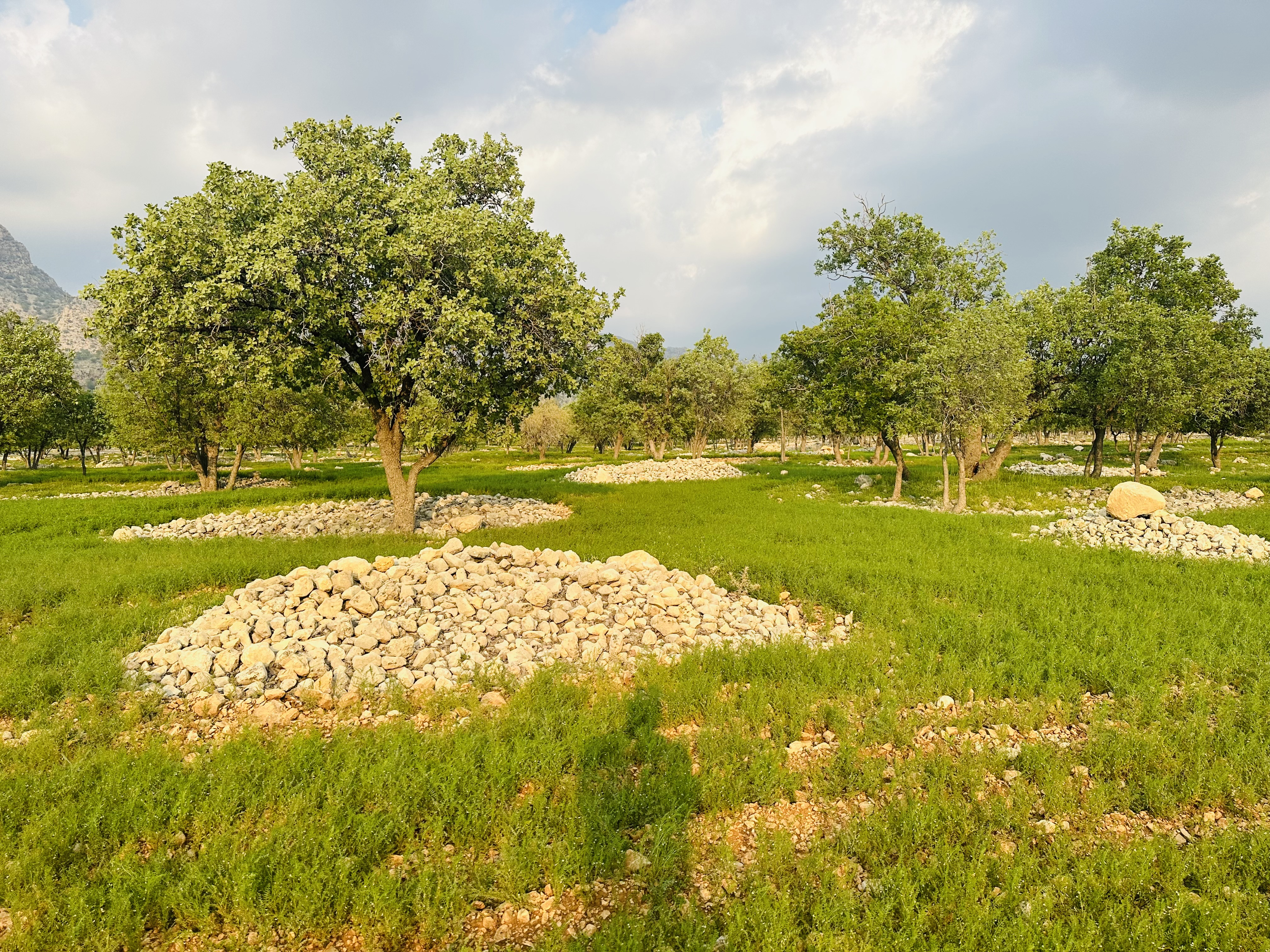
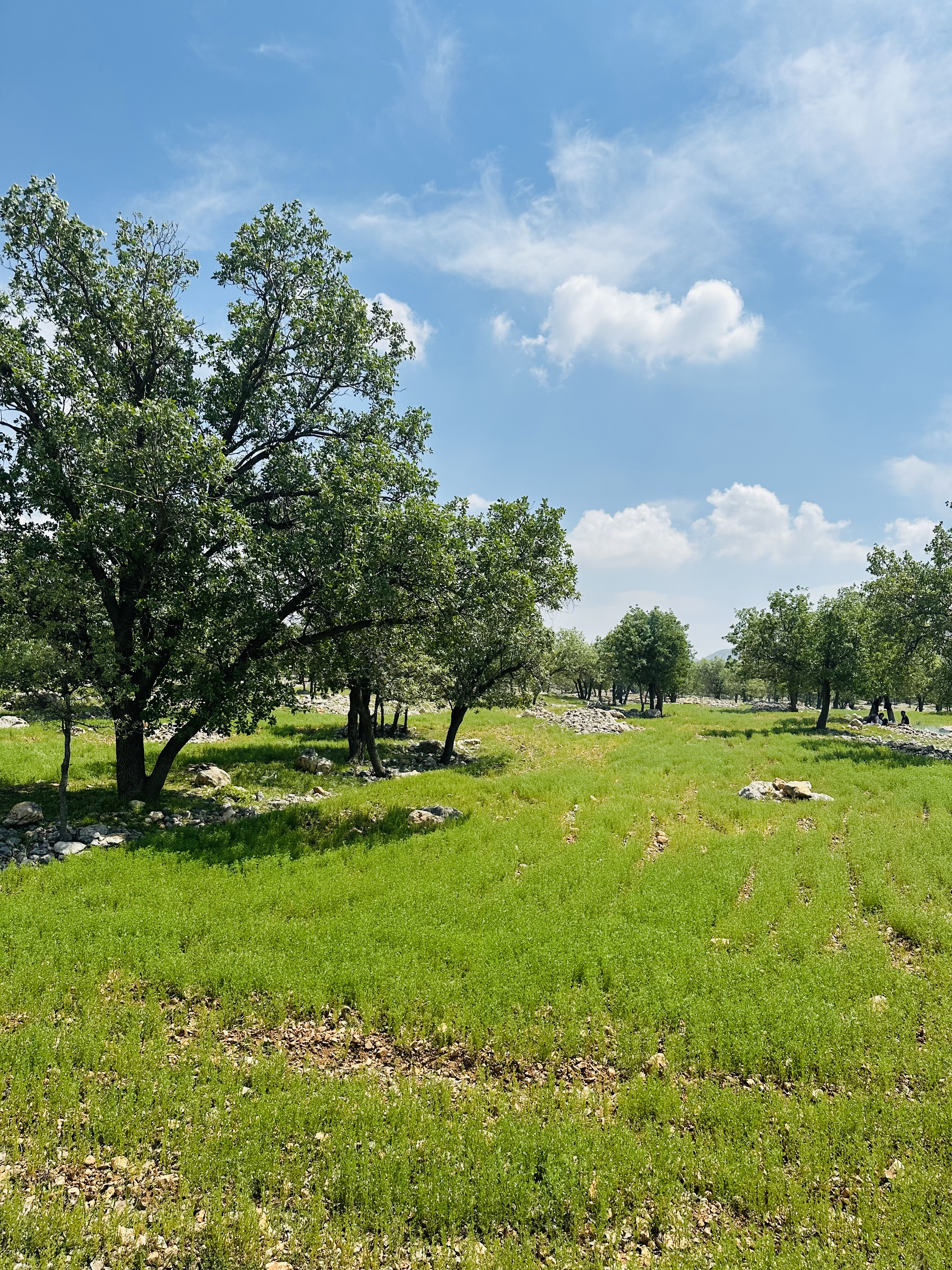
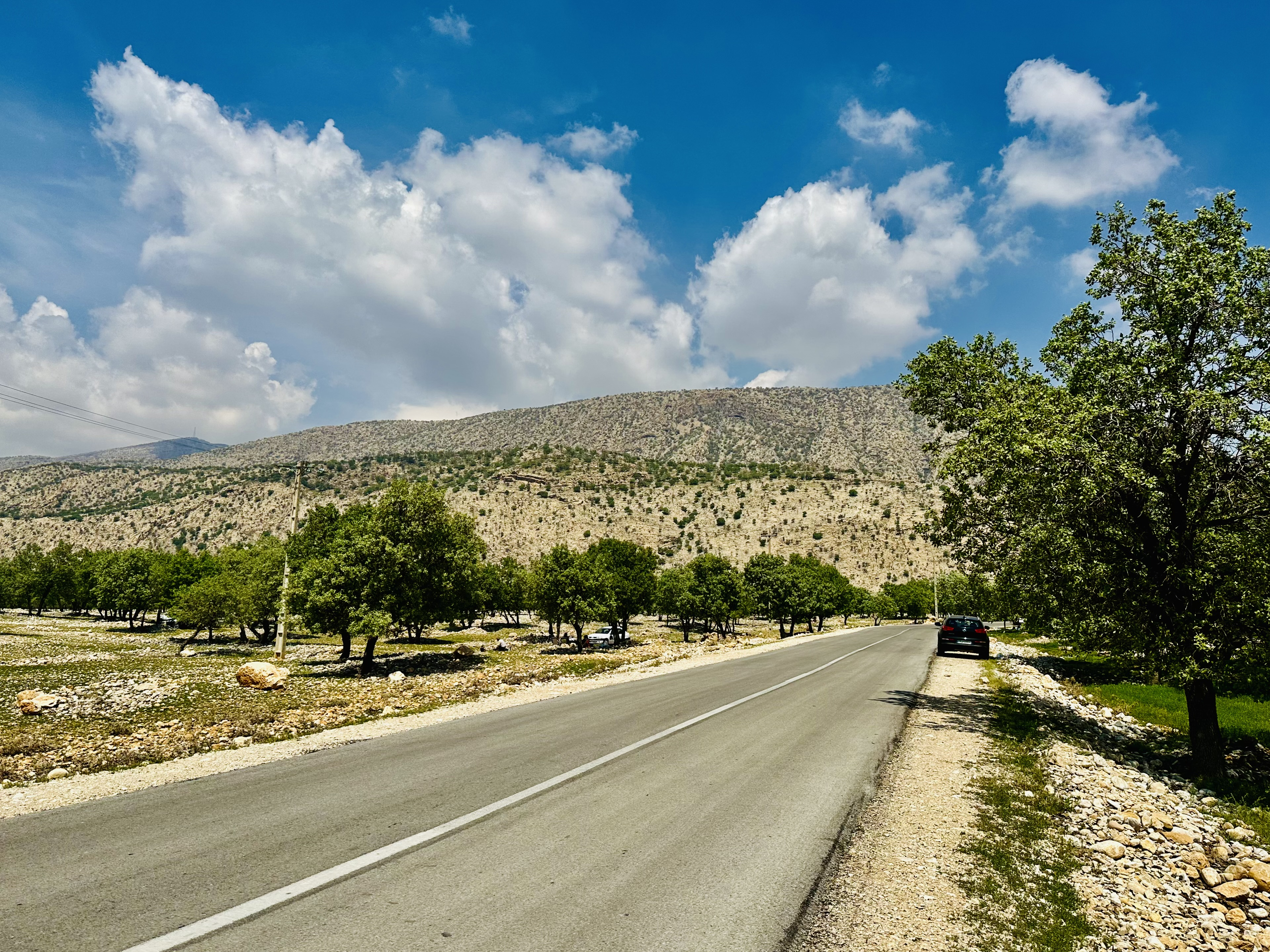
یک راه دسترسی محلی در دشت برم
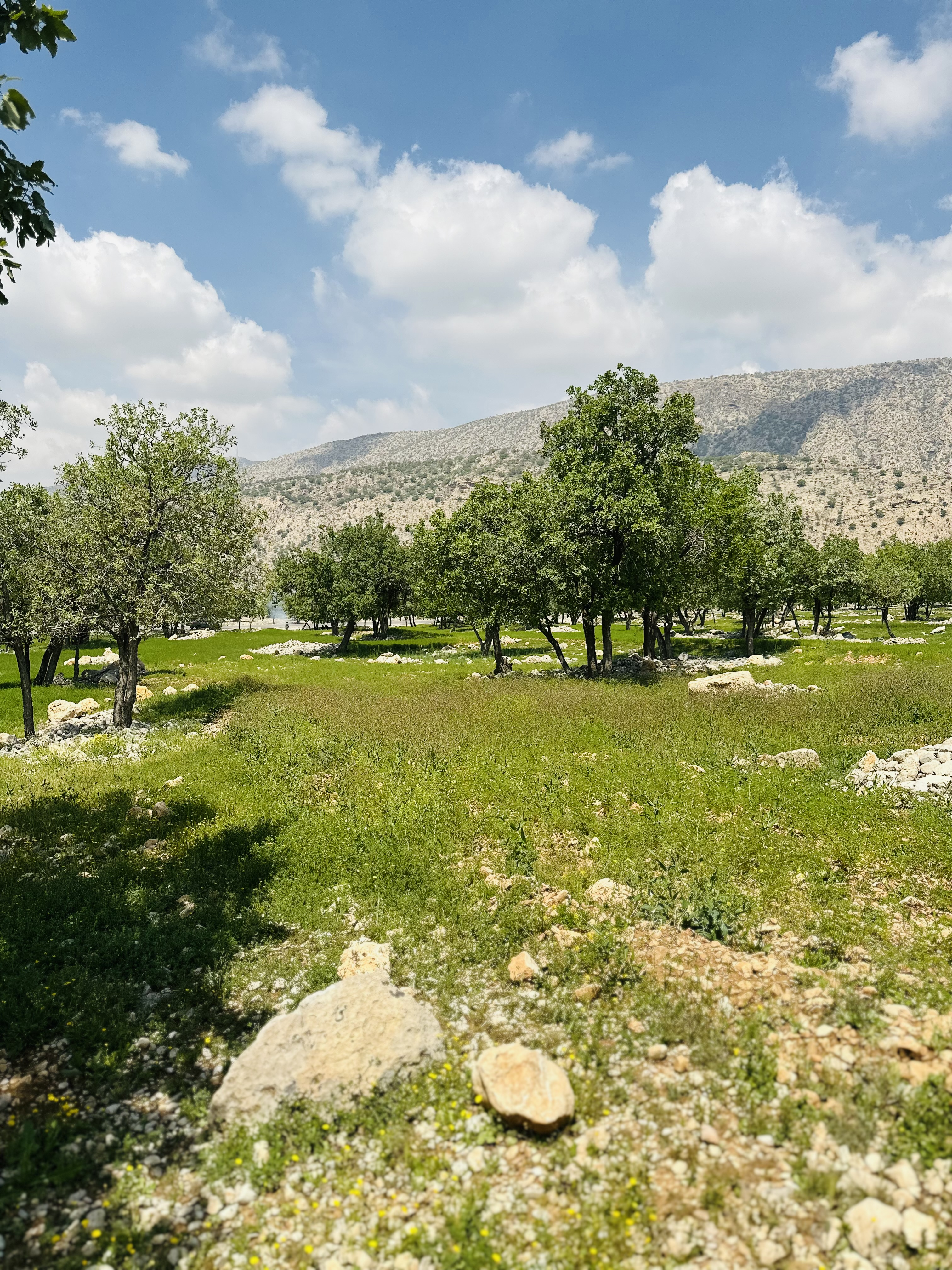
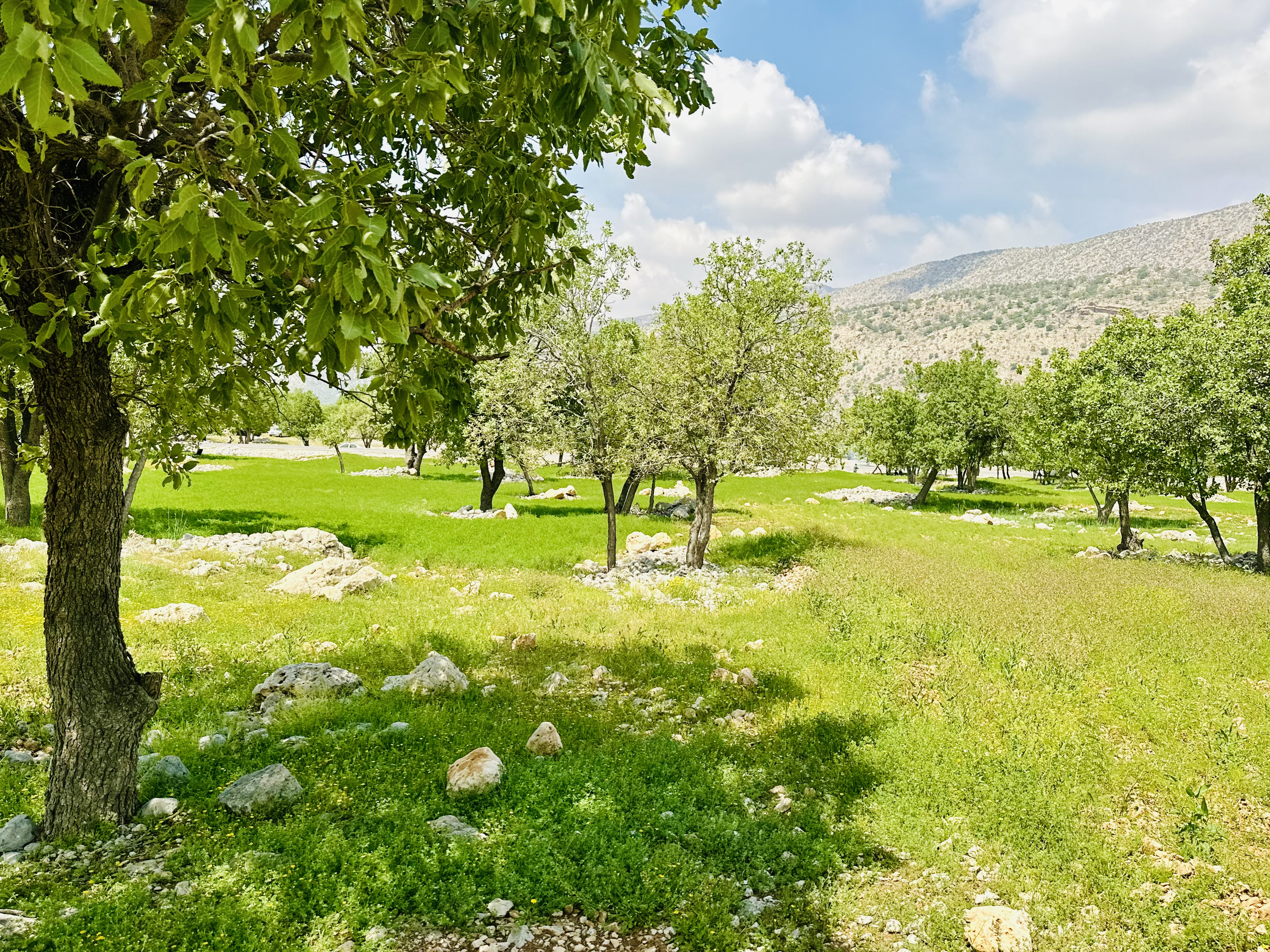
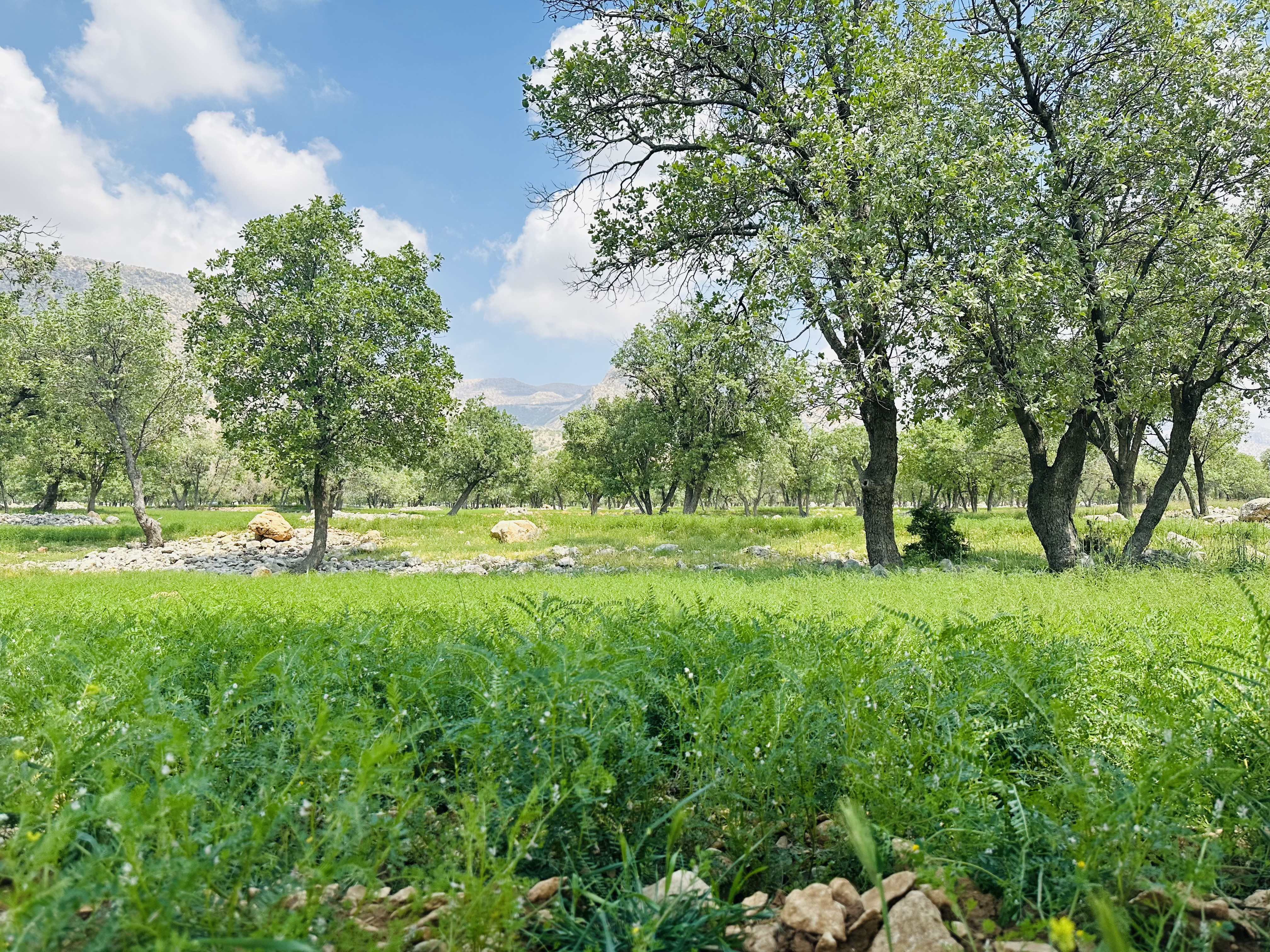
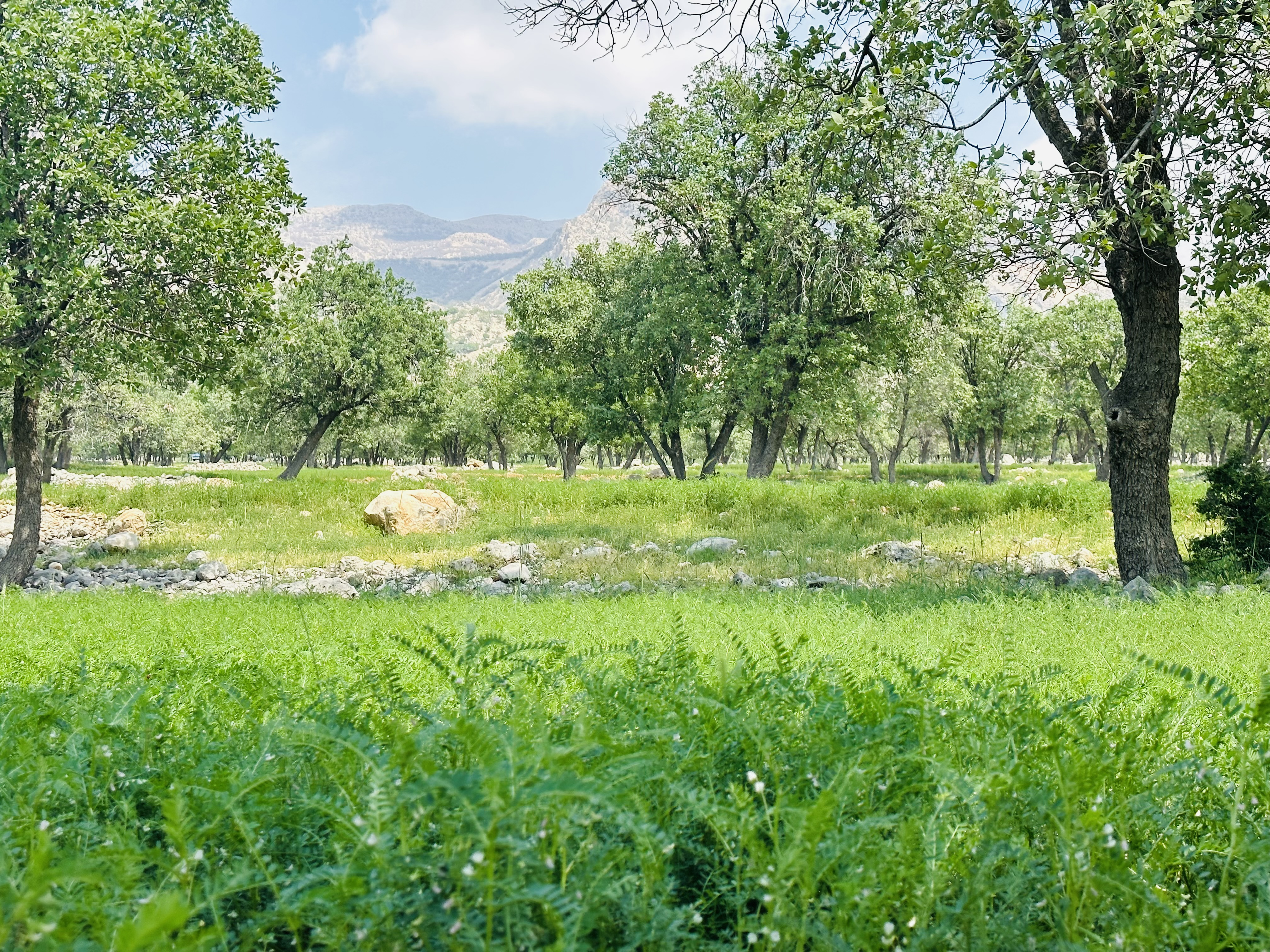
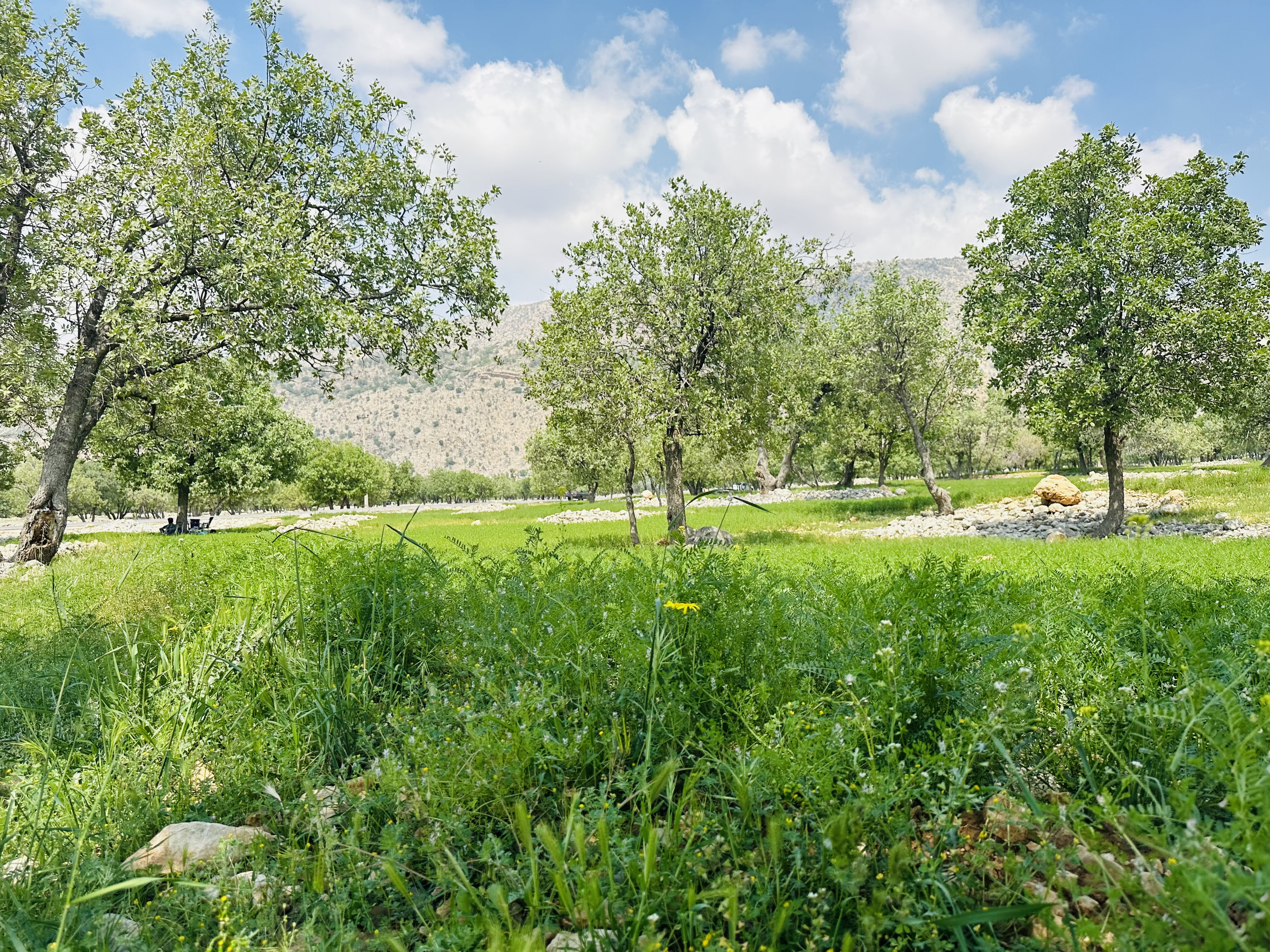
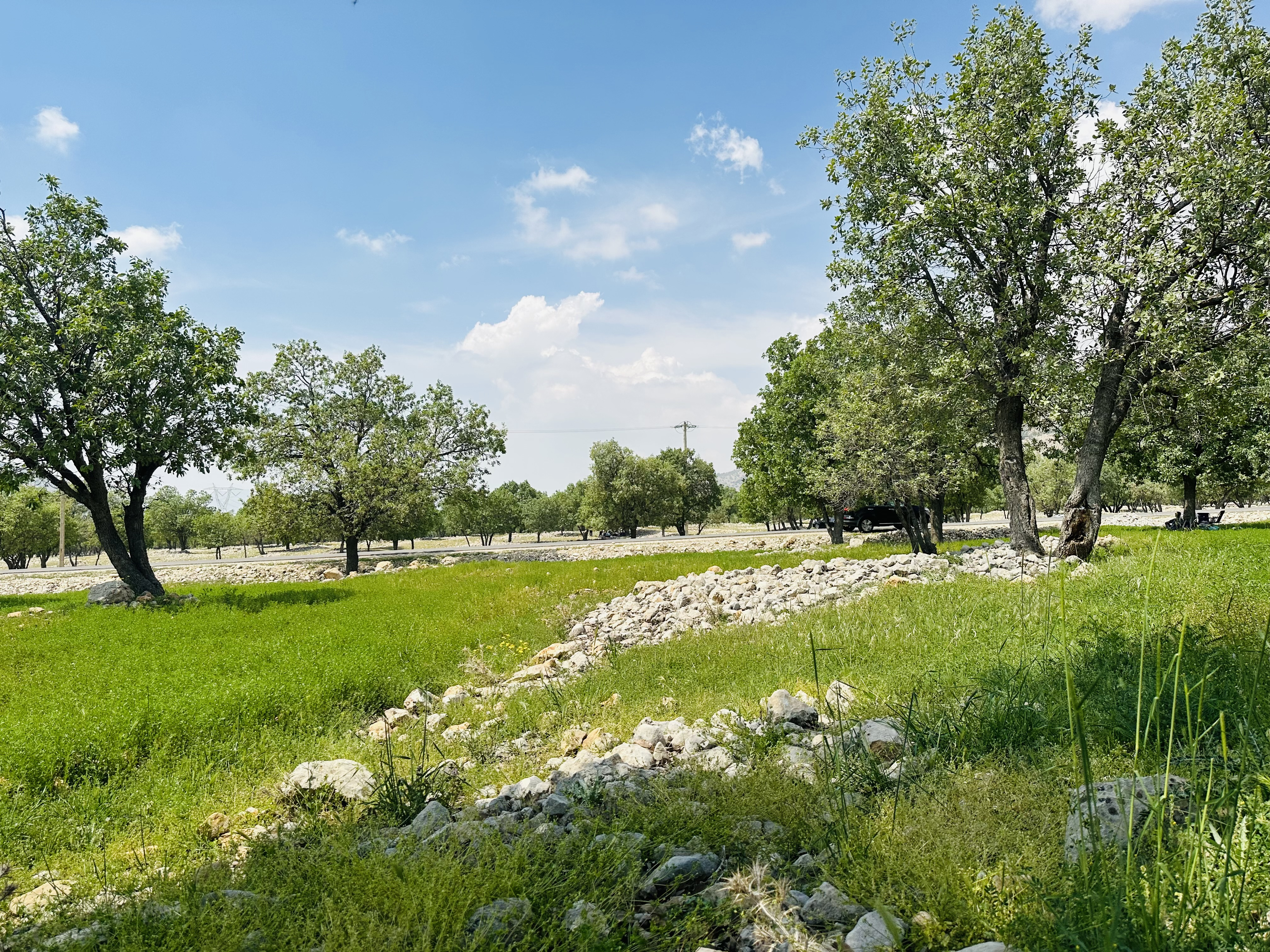
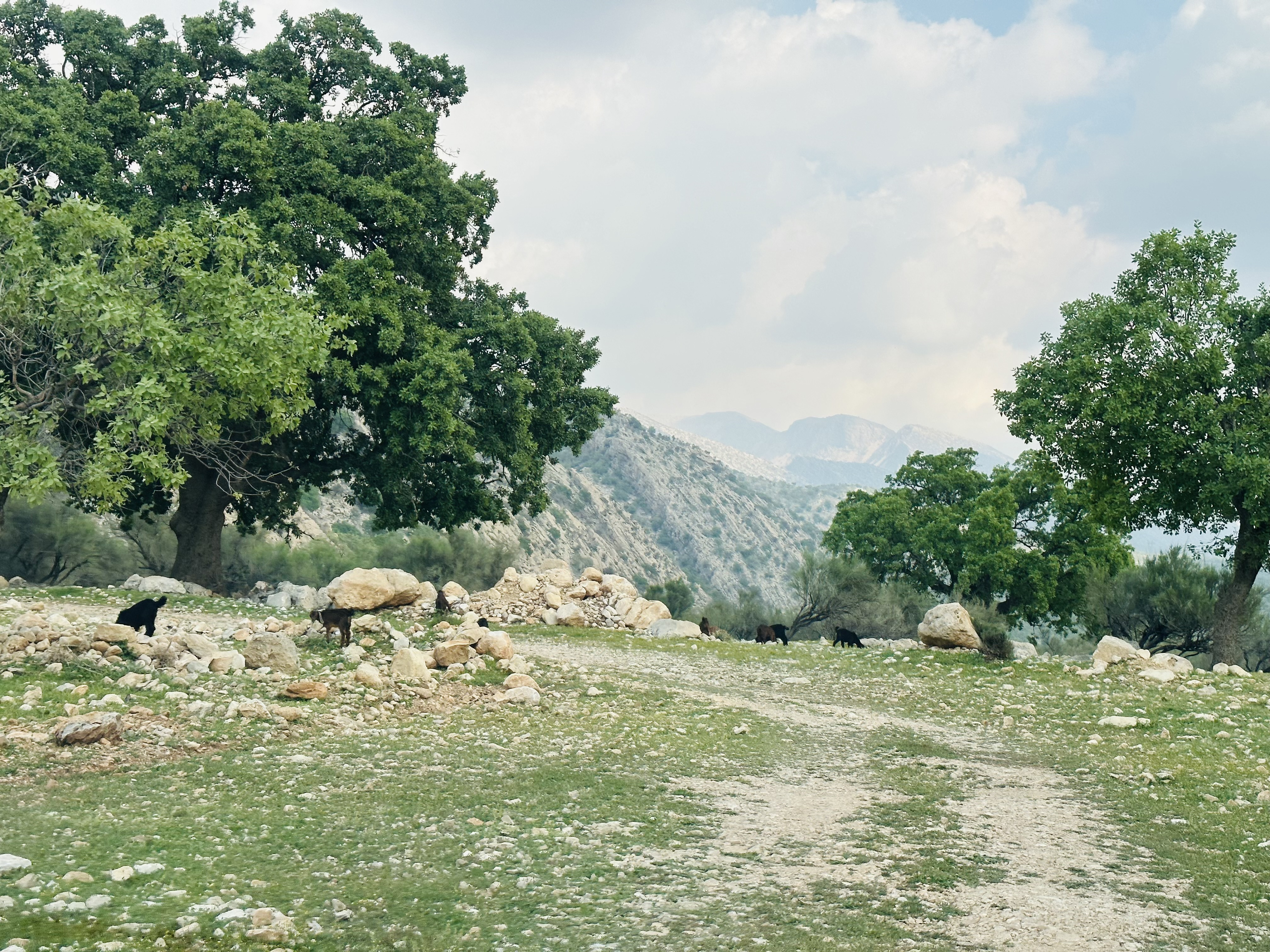
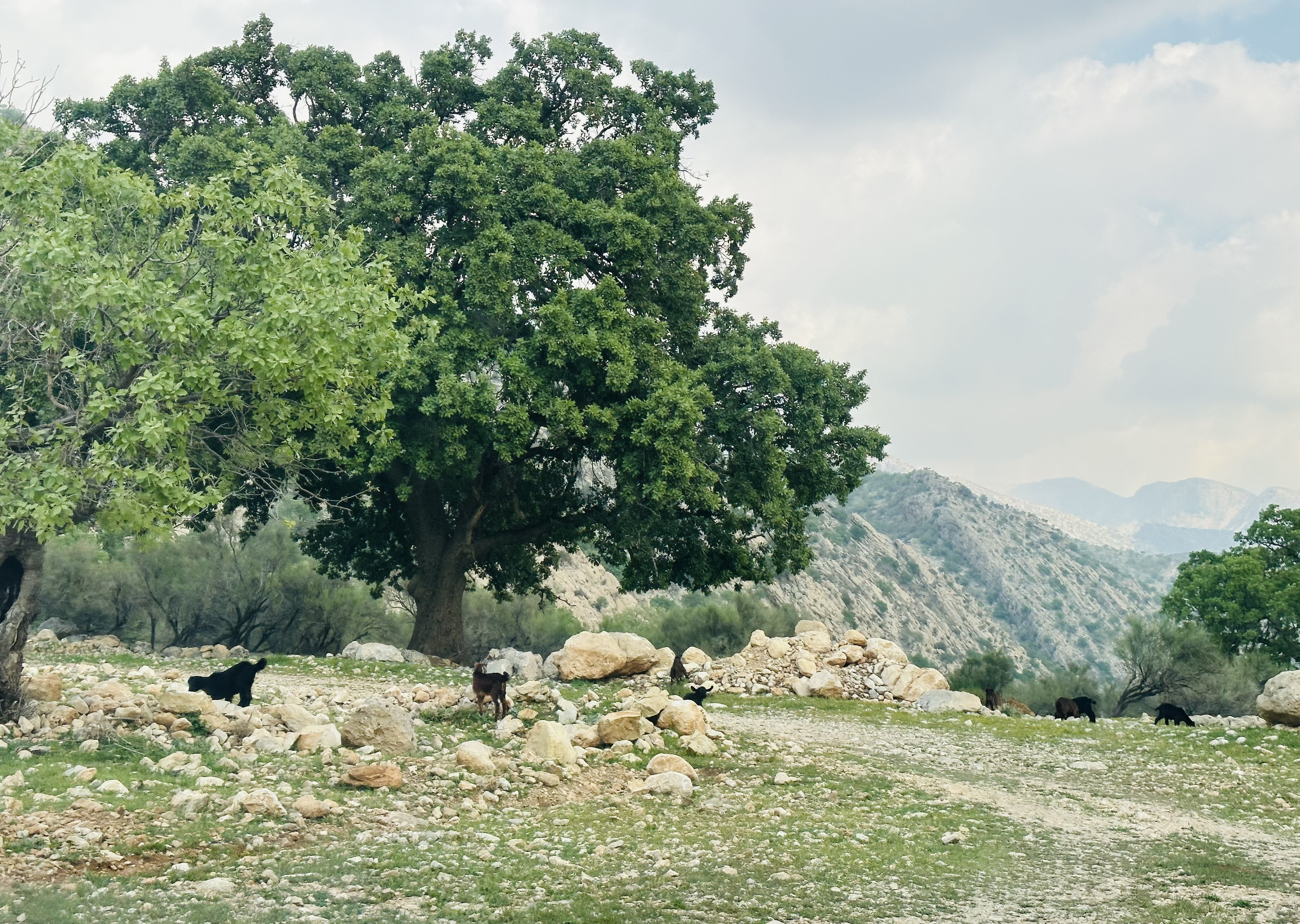
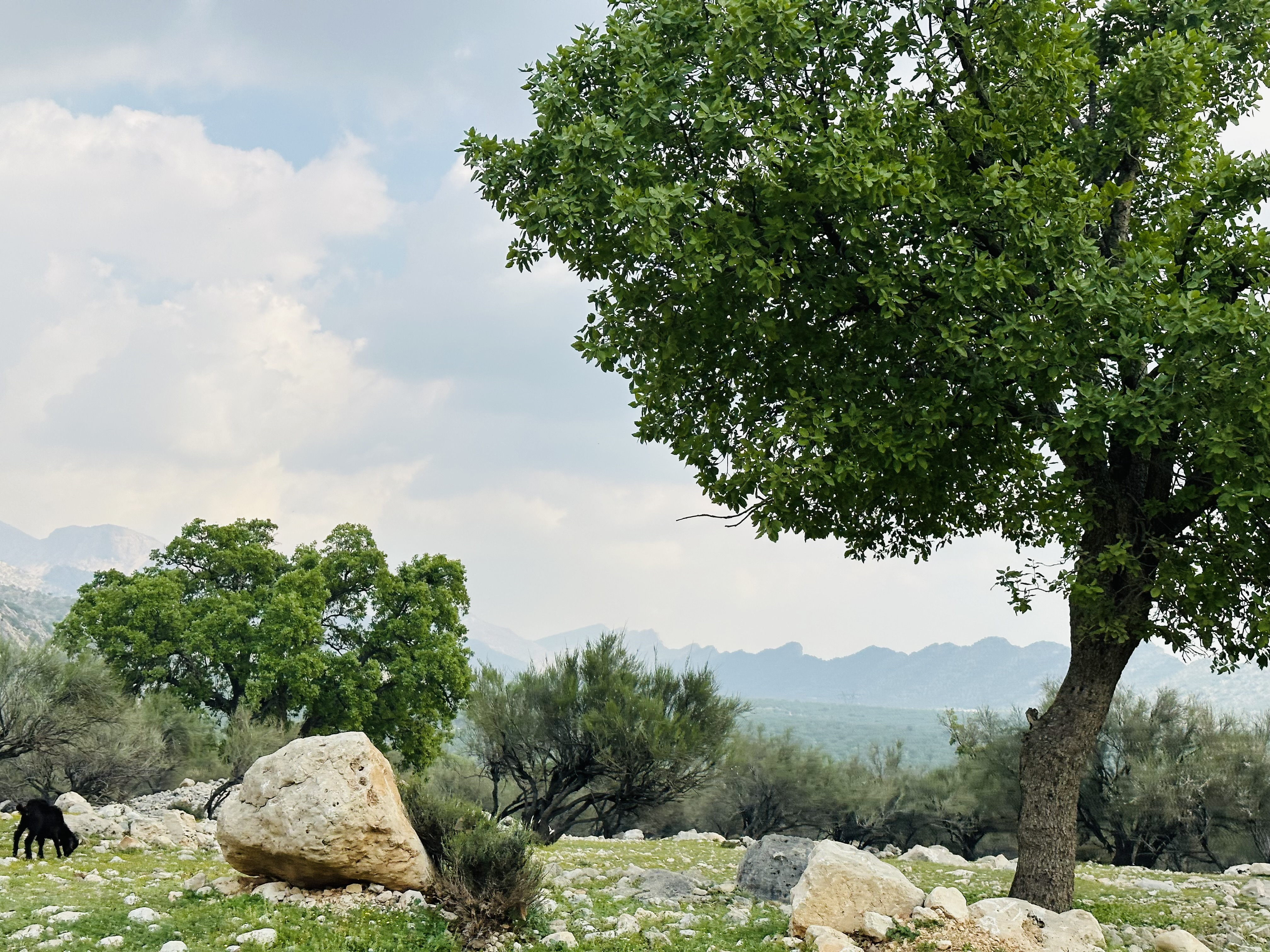
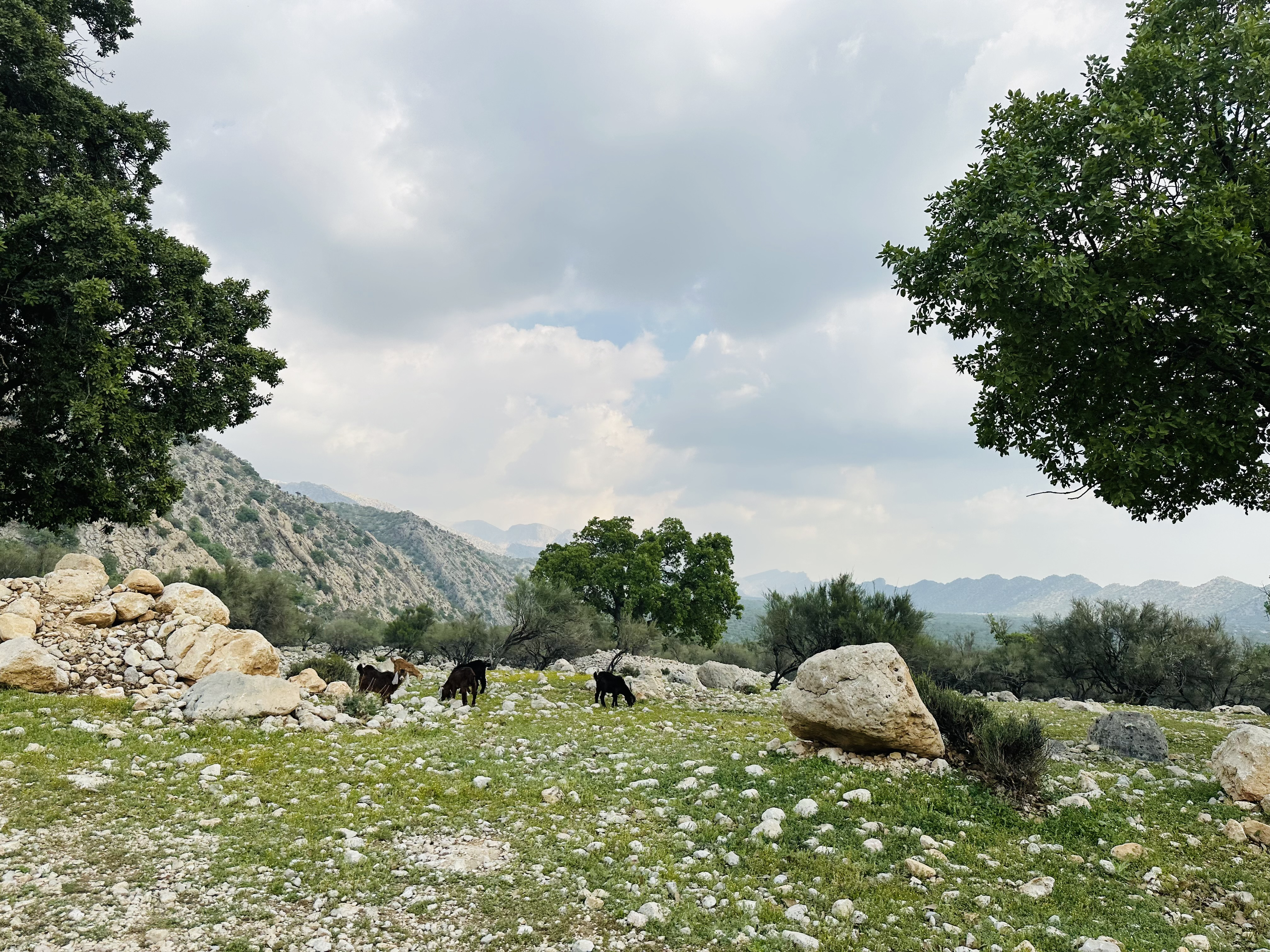
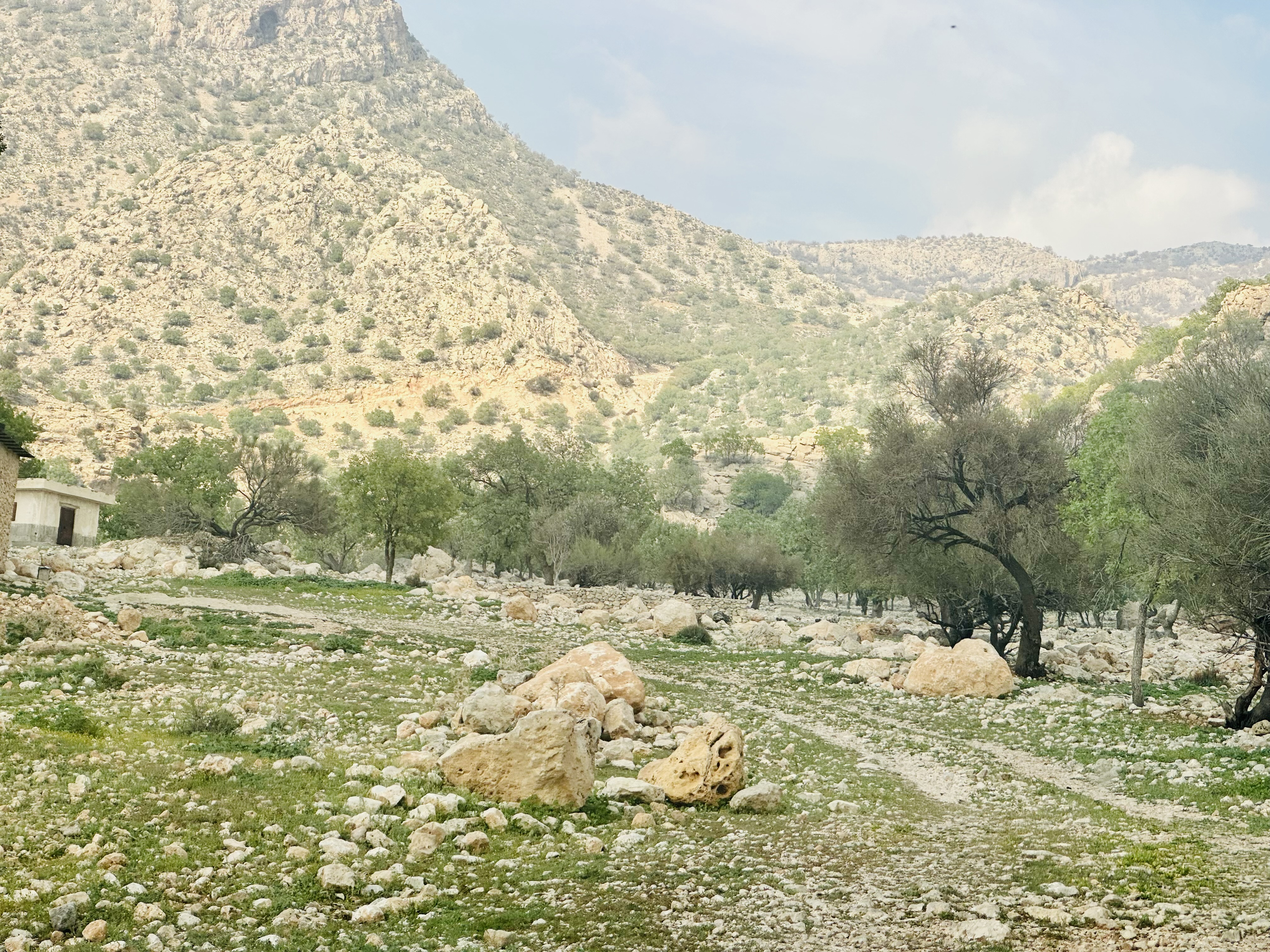
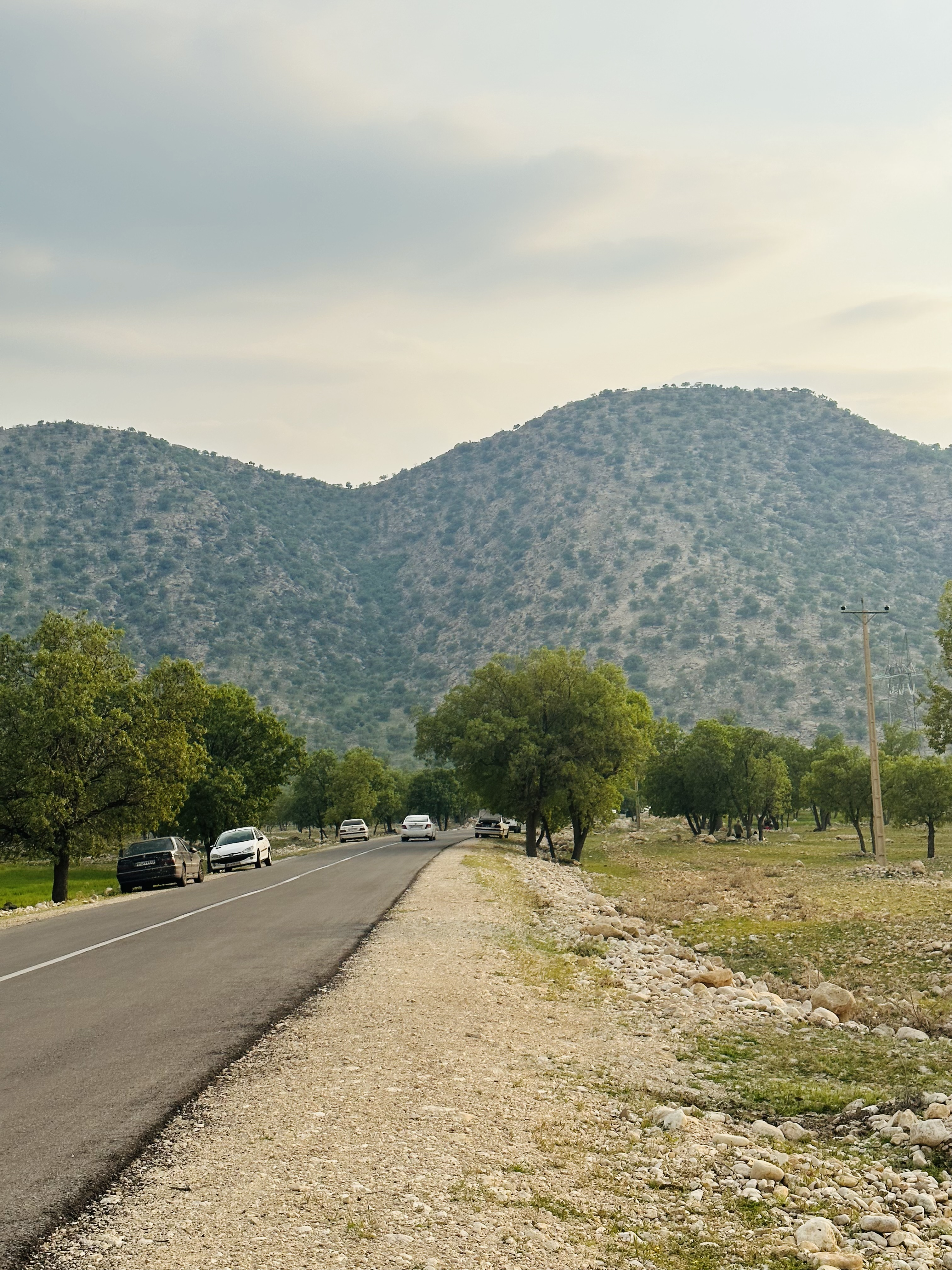
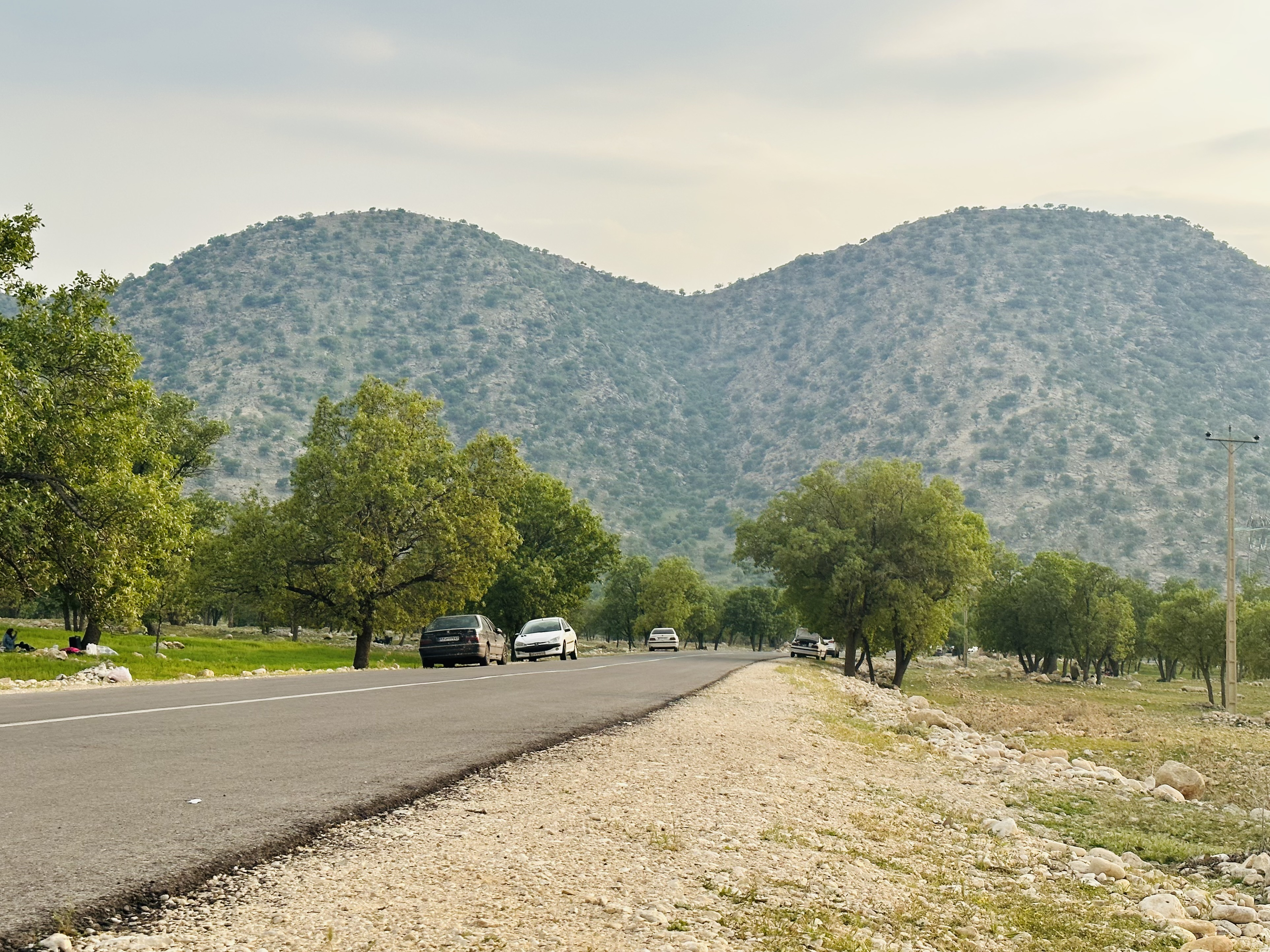
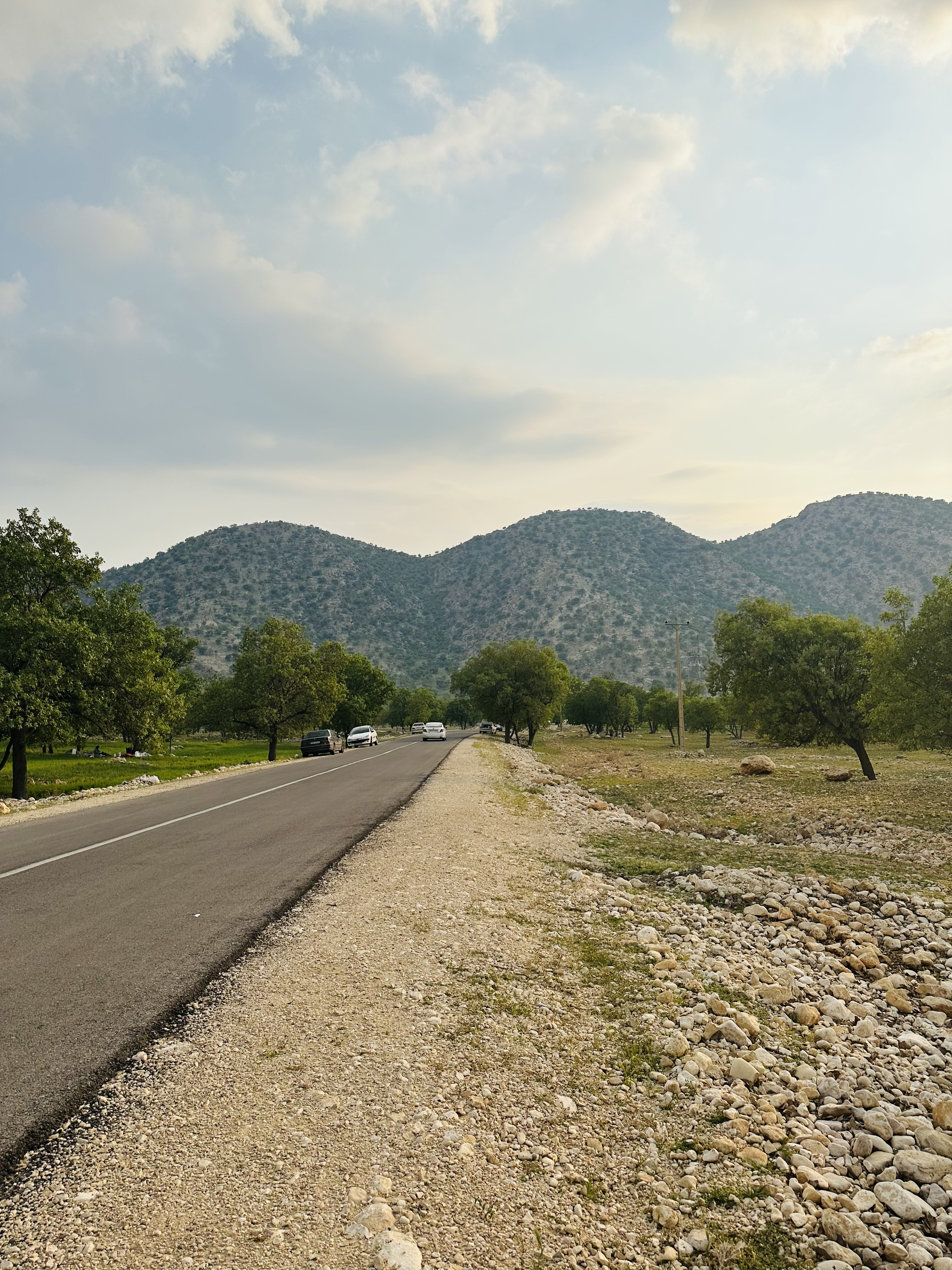
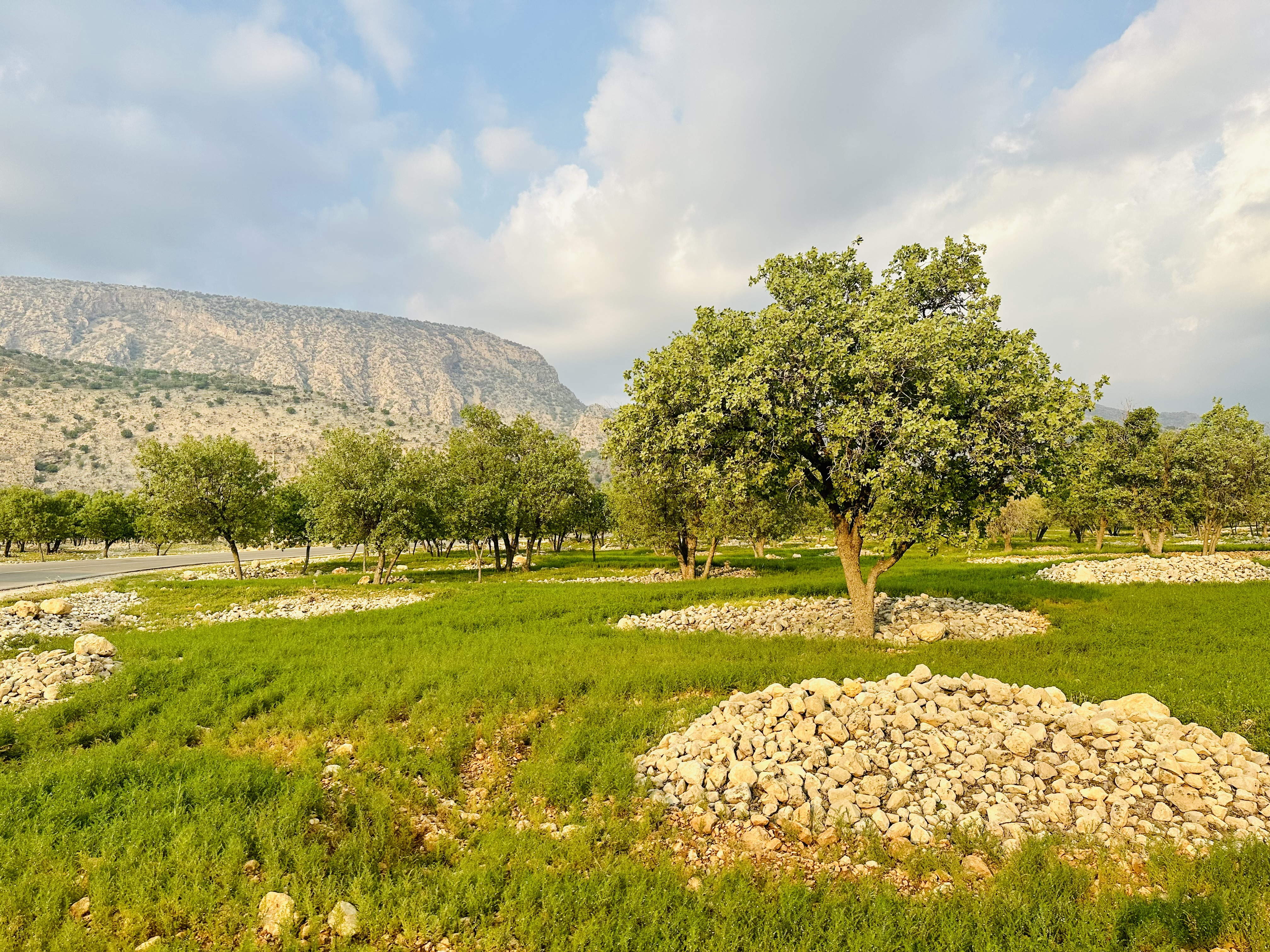
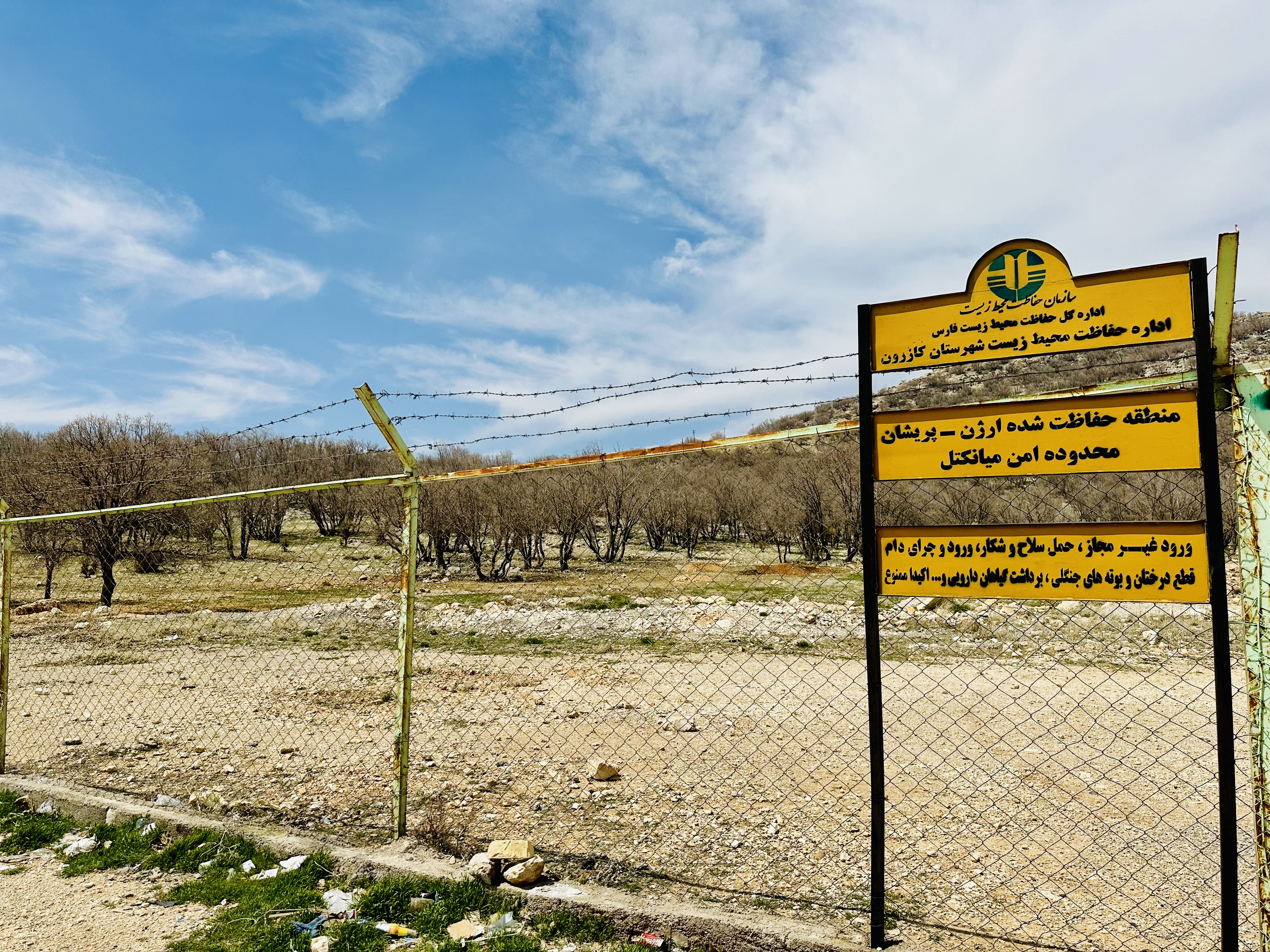
محدودهٔ امن میان‌کتل
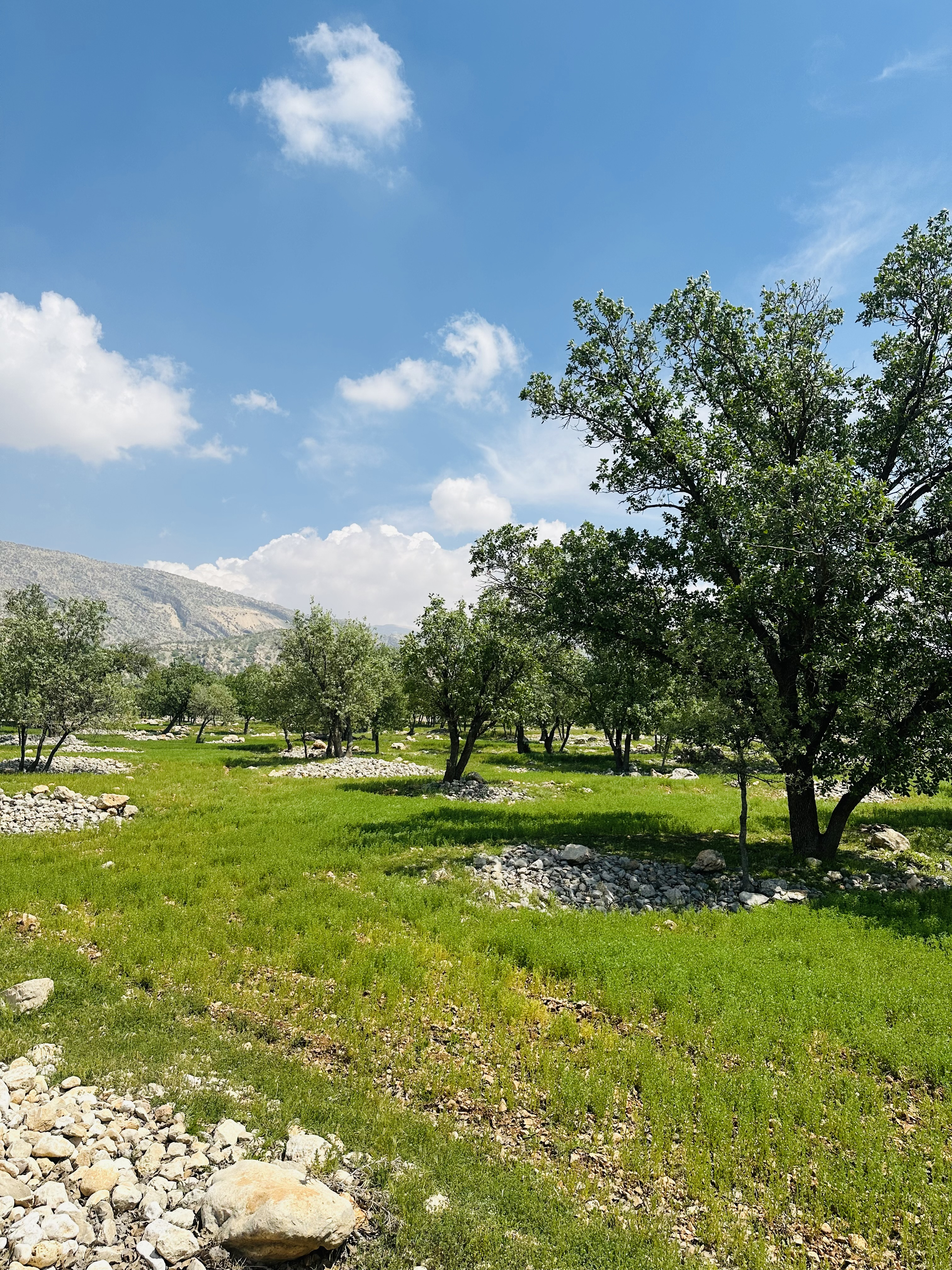
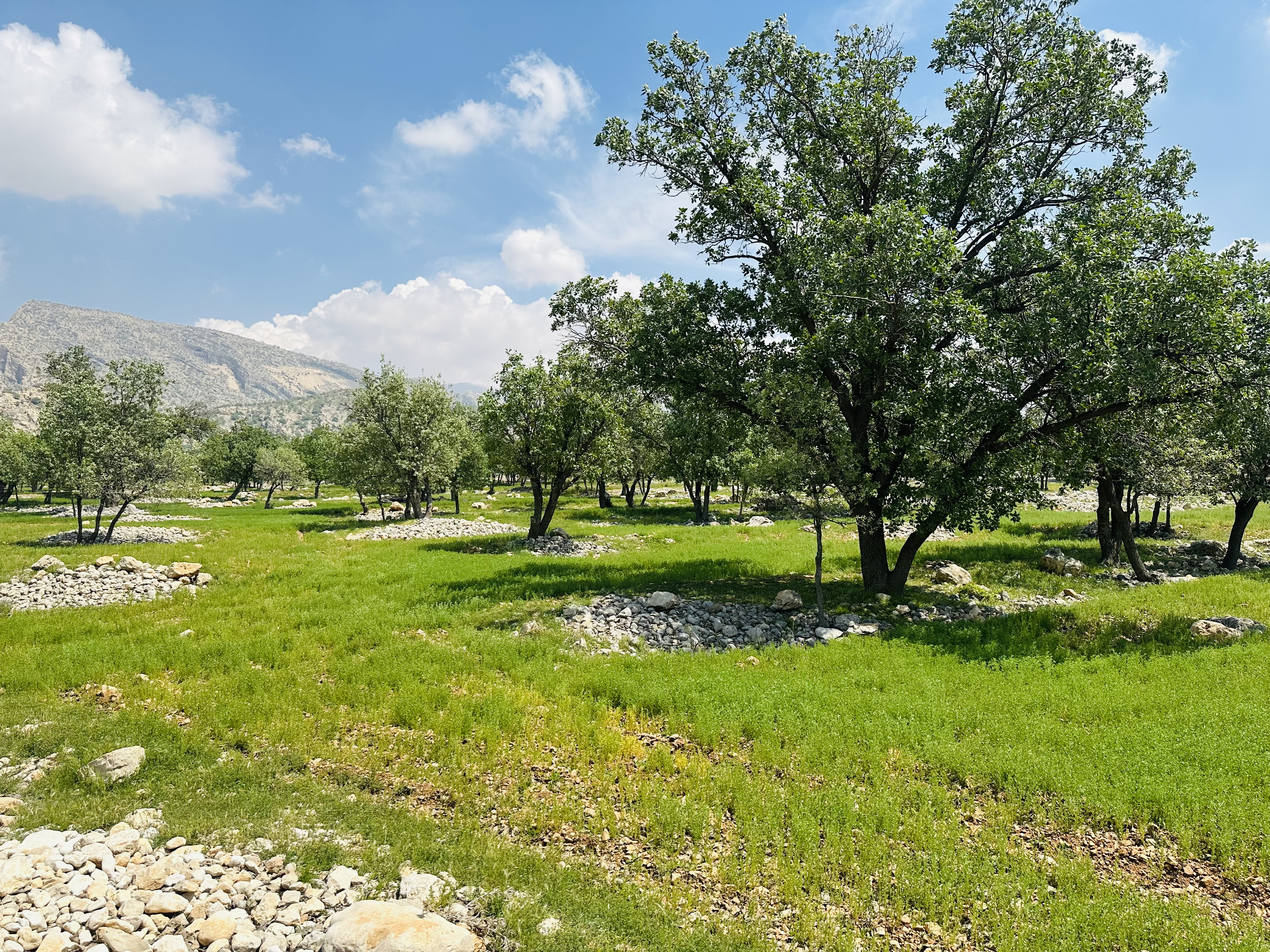
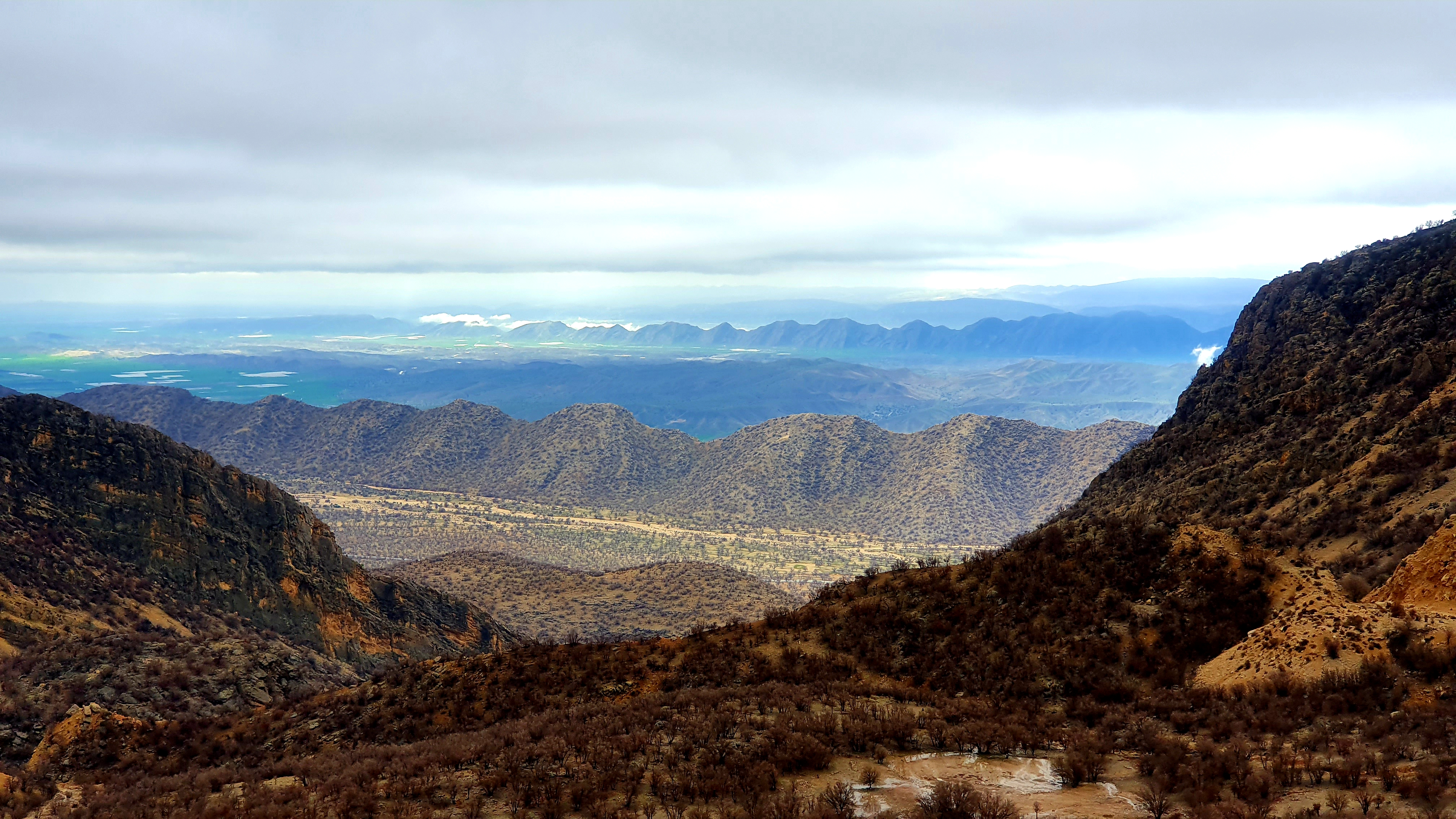
دشت برم و دورنمایی از دریاچه پریشان
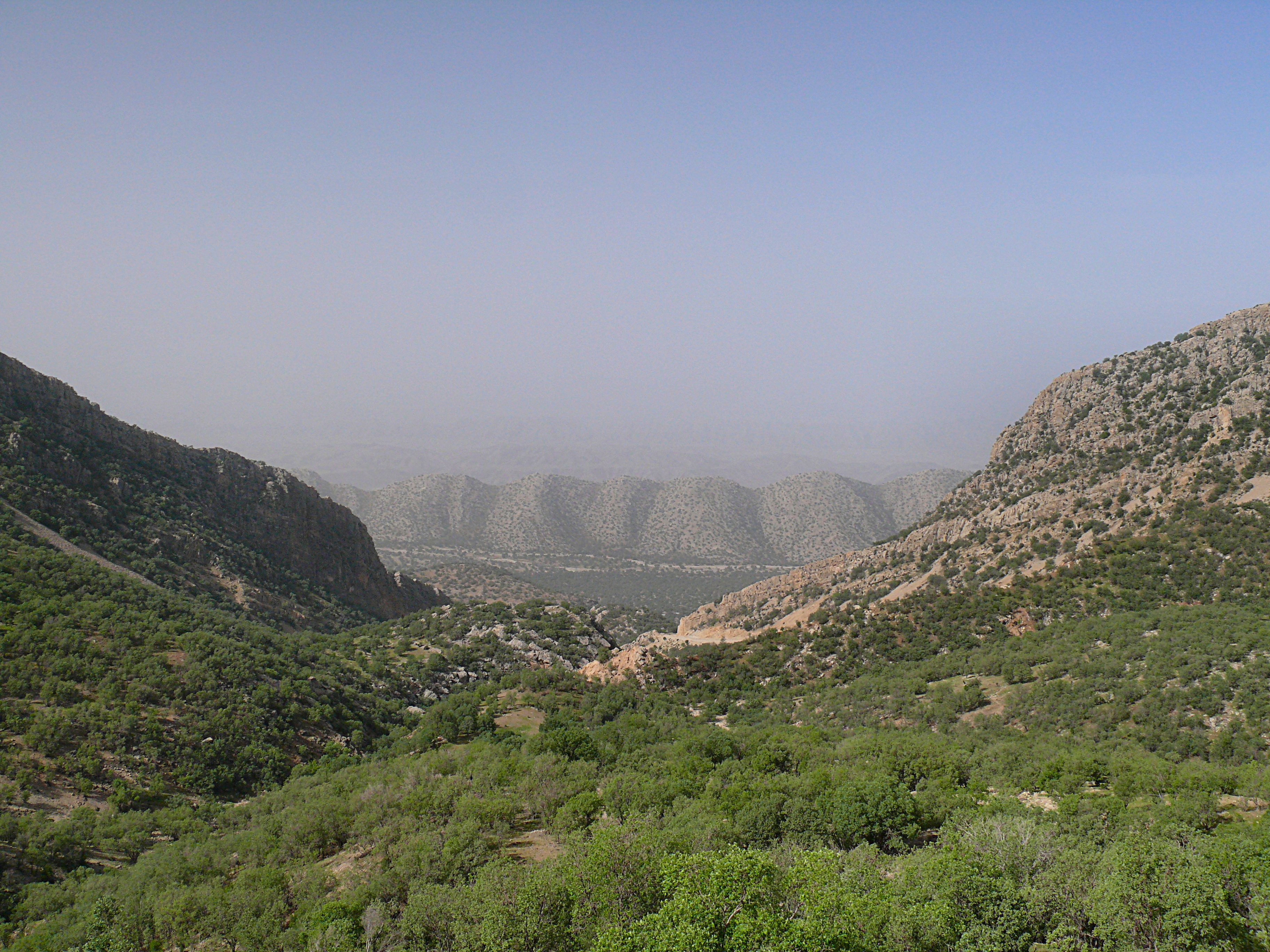
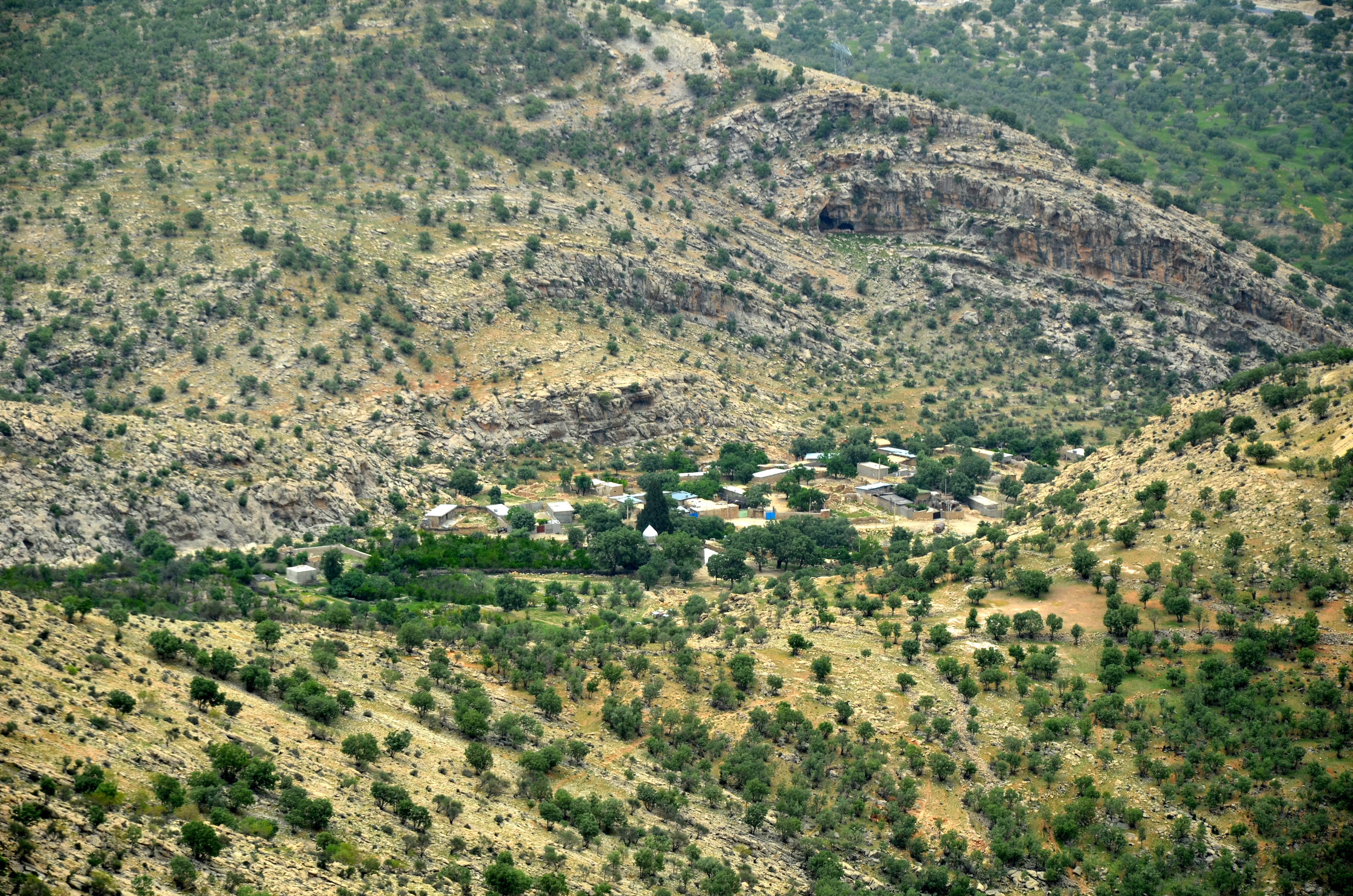
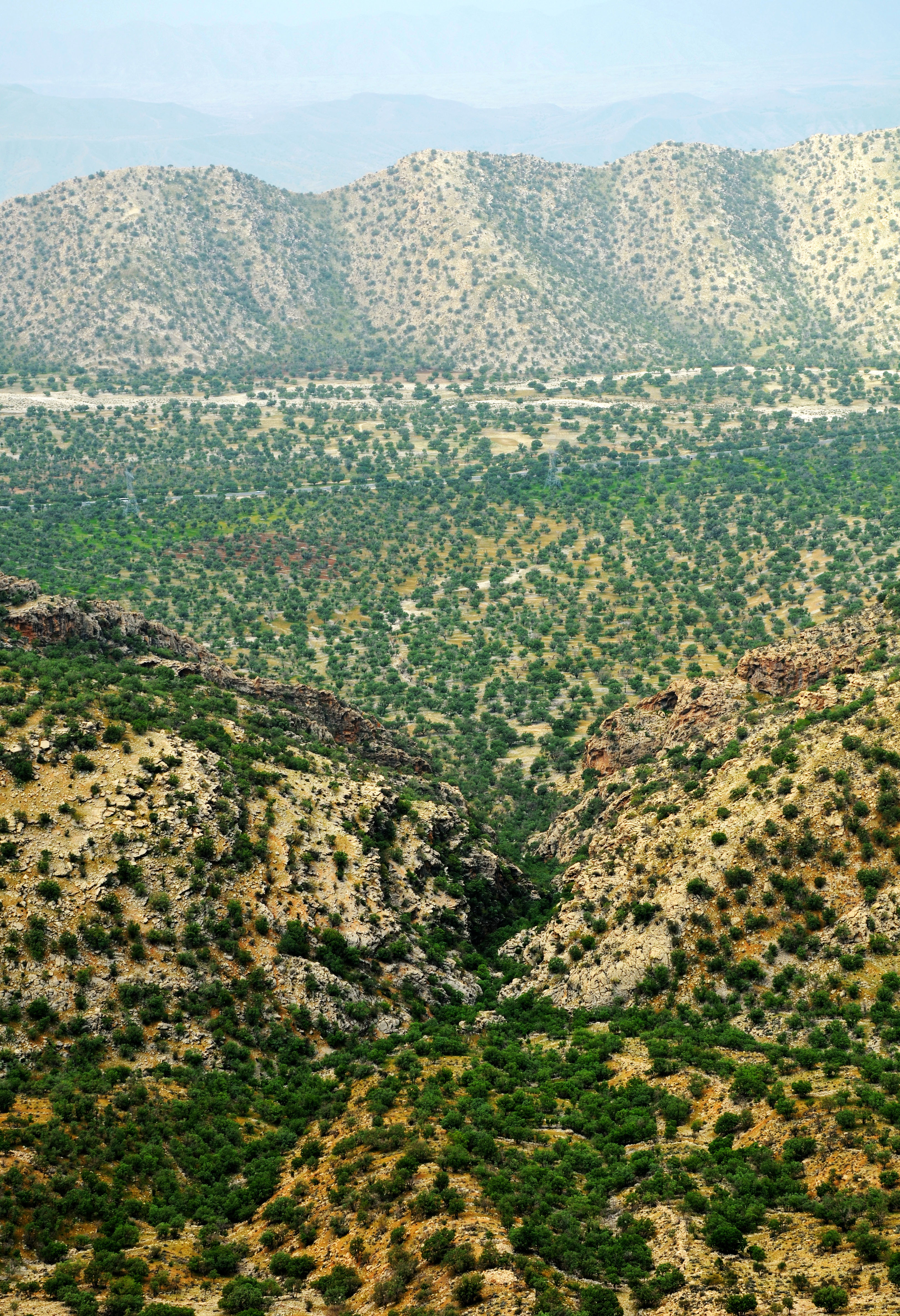
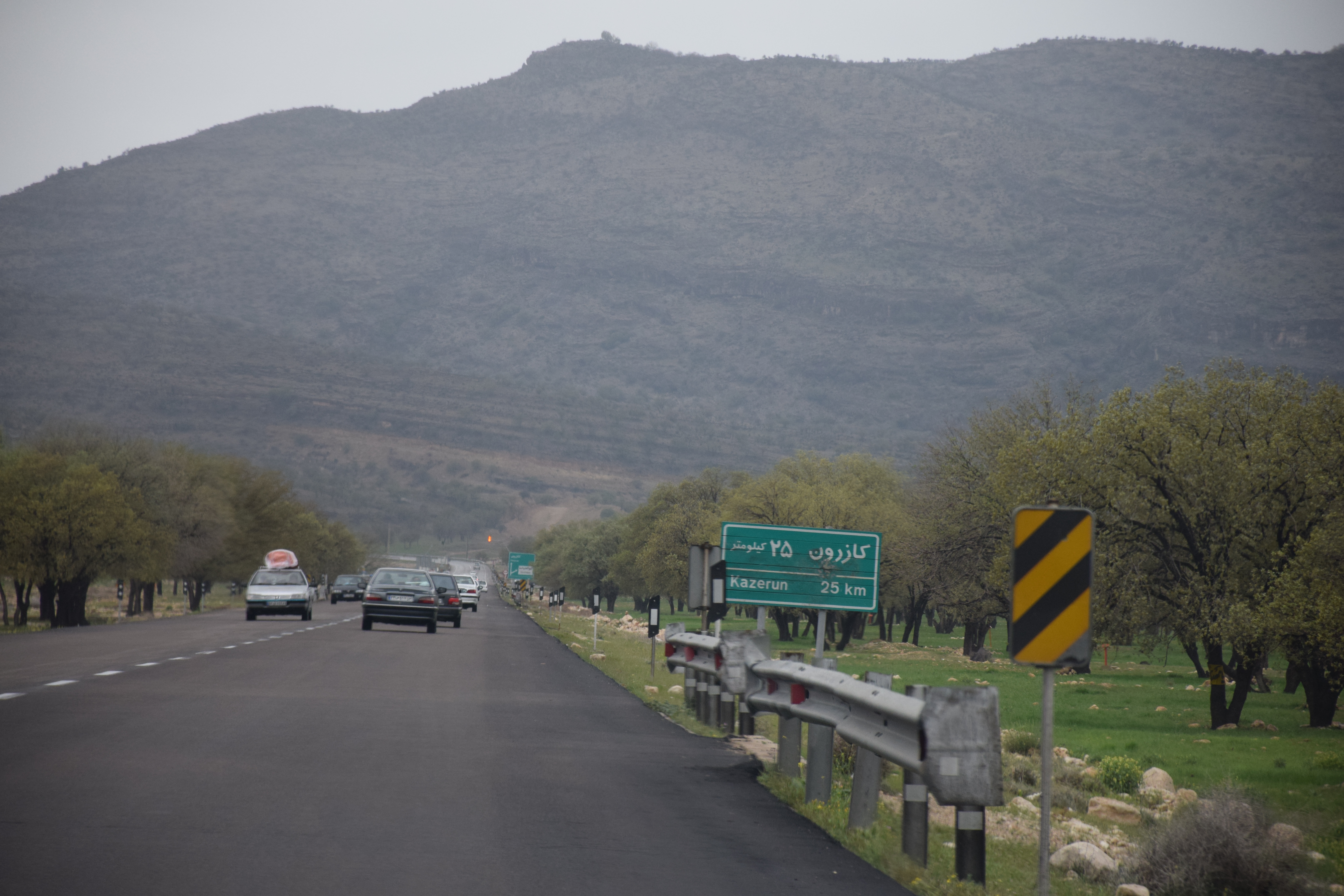
جادهٔ کازرون به شیراز در محدودهٔ دشت برم در سال ۱۳۹۶
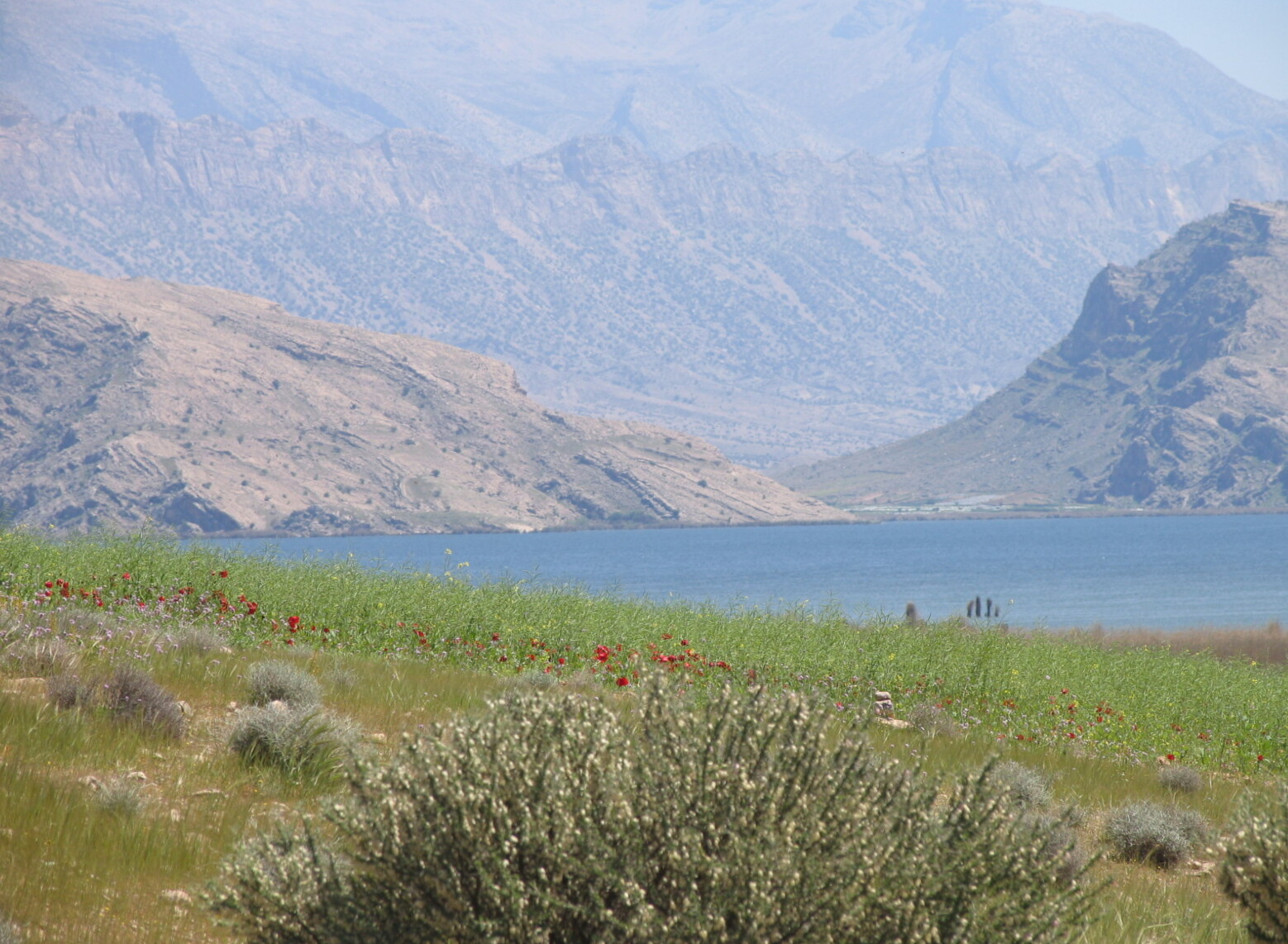
دریاچهٔ پریشان و دورنمایی از دشت برم در سال ۱۳۸۷